# Goblin Slayer
GOBLIN SLAYER! ou Goblin Slayer (ゴブリンスレイヤー, Goburin Sureiyā), abrégée en GobuSure (ゴブスレ), est une série de light novel japonais écrite par Kumo Kagyū (ja) et illustrée par Noboru Kannatsuki. L'histoire suit l'épopée du personnage éponyme, le Crève-Gobelins (Goblin Slayer), dans sa quête d'extermination des Gobelins. Publiée par SB Creative dans sa collection de publication GA Bunko depuis février 2016, la série compte aujourd'hui seize volumes.
Une adaptation en manga de Kōsuke Kurose est prépubliée dans le Monthly Big Gangan de Square Enix et une seconde adaptation de Masahiro Ikeno dans le même magazine. Un manga de Kento Eida servant de préquelle est prépublié dans le Young Gangan du même éditeur. Les versions françaises de la série de light novel et de son adaptation manga sont publiées par Kurokawa en septembre 2018. Une adaptation en une série télévisée d'animation, réalisée par White Fox, a été diffusée au Japon entre octobre et décembre 2018. Un nouvel épisode sous forme de film a été projeté dans les salles japonaises en février 2020. La production d'une seconde saison est annoncée en janvier 2021, elle est difusée en entre octobre et décembre 2023.

## Synopsis
Dans un univers fantaisiste où le sort de chacun est régi à coup de dés par les jets de destin des divinités, les aventuriers en quête de richesse et de gloire viennent des quatre coins du monde pour rejoindre la Guilde des Aventuriers.
Une jeune prêtresse inexpérimentée qui a intégré la Guilde se joint à un groupe d'aventuriers débutants, mais sa première quête tourne au cauchemar quand le reste de son équipe est massacré par des Gobelins : elle ne doit son salut qu'à un mystérieux homme en armure, le « Crève-Gobelins » (en version originale, Goblin Slayer), aventurier chevalier dont le seul et unique objectif est l'éradication de ces créatures.

## Personnages

### Personnages principaux

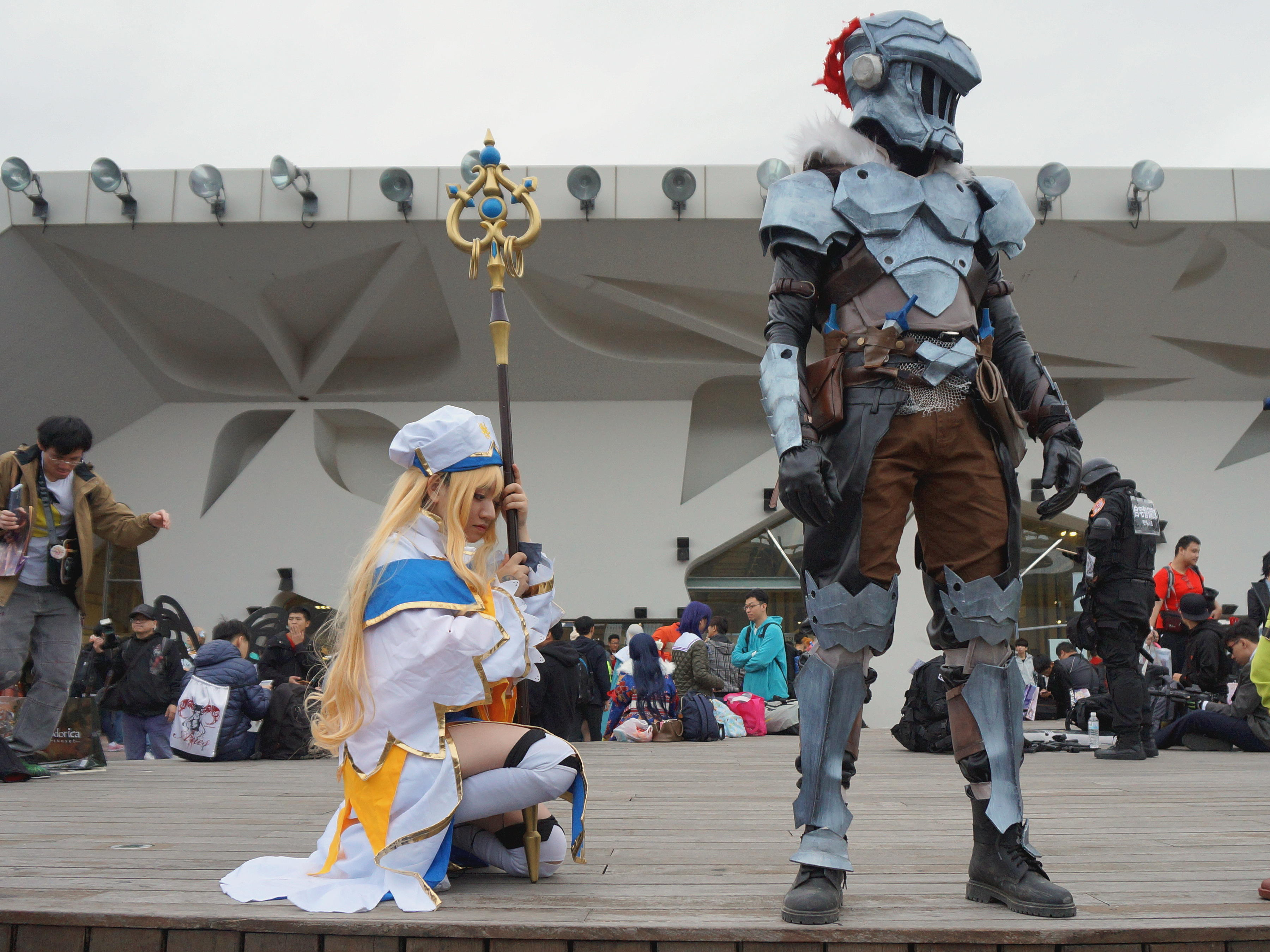
Costumade des protagonistes de Goblin Slayer (de gauche à droite : la Prêtresse et le Crève-Gobelins) durant la Fancy Frontier 33 en février 2019 à Taipei (Taiwan).

Crève-Gobelins (ゴブリンスレイヤー, Goburin Sureiyā)
Voix japonaise : Yūichirō Umehara,, voix française : Pascal Gimenez
Rôle-titre et protagoniste de l'histoire.
Aventurier (bien qu'il s'en défende) de rang argent sans visage, laconique et expérimenté, il ne se préoccupe que de chasser les Gobelins (ou « Petits démons ») au point que la Guilde lui a attribué un titre officieux de spécialiste, en raison de la quantité impressionnante de Gobelins qu'il a tués ainsi que de son expertise sur leurs habitudes et biologie. Les quêtes qu'il accepte ne concernent que ces derniers, même s'il se retrouve souvent mêlé à des affaires plus sinistres encore.
Son équipement passe pour inférieur à son rang, ce qui l'amène souvent à être considéré comme n'étant pas professionnel, mais ce choix s'explique autant par son orientation que par la fréquence à laquelle ses armes et son armure sont endommagées : le Shaman Nain par ailleurs l'estime lui-même comme parfaitement adapté à la traque des Gobelins, jusque dans leurs repaires sombres et étroits. Il est révélé qu'il possède également des anneaux magiques permettant de respirer sous l'eau.
Son style de combat repose sur une approche pragmatique comme la mise en place de pièges, le retournement d'arme contre son utilisateur, et savoir profiter de tout avantage qui se présente : en accumulant à la moindre occasion des connaissances mêmes les plus anecdotiques de prime abord, il fait ainsi preuve d'imagination et d'ingéniosité inattendues en détournant, par exemple, un sort de protection afin de tuer tous les Gobelins aussitôt faits prisonniers d'une forteresse elfique à laquelle il a mis le feu.
Sa caractéristique principale est sa grande haine des Gobelins qui conditionne chacune de ses actions : elle trouve son origine dans son enfance quand sa sœur, seule famille qui lui restait, ainsi que leur village natal furent massacrés par des Gobelins, le poussant à dédier sa vie à une sanglante vengeance. Devenu orphelin, il fut recueilli par le Maître, un voyageur et aventurier Rhea qui le forma à tuer les Gobelins. Cinq années s'écoulèrent avant qu'il rejoigne la Guilde des Aventuriers : il est depuis lors hébergé dans leur ferme par l'Oncle de la Vachère, son amie d'enfance, et utilise ses revenus pour payer son séjour.
Bien qu'il soit ouvert à l'idée qu'il puisse vraiment y avoir de bons Gobelins quelque part dans le monde, jusqu'à preuve du contraire il les considère tous mauvais, à cause de la mort et de la destruction qu'ils provoquent, et se montre sans pitié envers eux et leurs progénitures, qui même enfants ne sont pas inoffensives. Selon ses dires, « les seuls bons Gobelins sont ceux qui ne sortent jamais de leur trou ».
Prêtresse (女神官, Onna Shinkan)
Voix japonaise : Yui Ogura,, voix française : Charlotte Duran
Personnage principal féminin.
Son passé est celui d'une orpheline élevée et formée à la prêtrise avec d'autres orphelins, au sein d'un temple. Après que sa première chasse aux Gobelins avec un groupe ait rapidement viré au cauchemar, elle a été sauvée par le Crève-Gobelins puis s'est jointe à lui pour former un nouveau groupe. Malgré les événements de sa première quête, elle souhaite toujours être une aventurière et aide ses compagnons comme elle le peut.
Au début de l'histoire, elle est une aventurière de quinze ans de rang porcelaine, puisqu'elle vient de rejoindre la Guilde. D'une personnalité juvénile et gentille, elle est une personne généralement serviable. À force de le côtoyer en faisant équipe avec lui, elle se rapproche du Crève-Gobelins et s'attache à lui au point de développer une confiance absolue en ses capacités et de craindre l'idée qu'il puisse mourir, ce qui peut affecter ses propres compétences durant leurs quêtes quand il se met mortellement en danger. Elle tente également de corriger certaines des « mauvaises » habitudes de ce dernier sur le plan social.
En tant qu'aventurière, sa classe est équivalente à celle de clerc. Utilisant la magie sacrée avec son sceptre, elle est capable d'employer des sorts de guérison et de protection avec une grande efficacité, et peut également utiliser la Lumière sacrée pour éclairer les lieux plongés dans la pénombre ou assister en combat en aveuglant temporairement les ennemis. D'abord peu fiables, ses compétences magiques s'améliorent toutefois en combattant aux côtés du Crève-Gobelins et lui permettent de progresser en tant qu'aventurière.
Elle nomme ce dernier « M. Crève‑Gobelins » (ゴブリンスレイヤーさん, Goburin Sureiyā‑san).

### Personnages secondaires

#### Groupe du Crève-Gobelins
Archère Elfe (妖精弓手, Erufu)
Voix japonaise : Nao Tōyama,, voix française : Elodie Lasne
Une aventurière Haut Elfe âgée de deux millénaires (avec la physionomie d'une adolescente d'environ dix-sept ans) et de rang argent accompagnant le Shaman Nain et le Prêtre Lézard. Elle est de classe rôdeuse.
En dépit de sa longue existence elle reste tout de même une petite nature, notamment quand il s'agit de boire, et inexpérimentée voire empreinte d'une certaine candeur face à la noirceur du monde : si elle a tendance à mépriser le Crève-Gobelins au début de leur première quête commune à cause de son apparence négligée, et à le prendre pour un fou à cause de ses méthodes ainsi que de son sens des priorités, elle apprend plus tard à le respecter en le voyant combattre — puis à l'apprécier timidement — et se confronte à la dure réalité en constatant la cruauté dont sont capables les Gobelins.
Elle est venue à la rencontre de ce dernier avec ses deux compagnons afin d'obtenir son assistance en raison de l'augmentation du nombre de monstres démoniaques, car il n'y a pas assez de personnes pour s'occuper des Gobelins et l'armée des Elfes ne peut être mobilisée pour s'occuper de ce genre de créatures de « seconde » importance, cela risquant d'engendrer suspicion et panique : ils souhaitent donc engager le Crève-Gobelins pour les aider à endiguer ce fléau.
Fidèlement à son archétype, elle est d'une beauté qui attire généralement l'œil des Humains mâles (compensant sa poitrine plate qui est sujet de moqueries de la part du Nain), anormalement agile (par rapport aux Hommes), témoigne d'une incroyable virtuosité avec son arc et des flèches elfiques, ou d'autre fabrication selon la circonstance (bien que cela réduise ses capacités au tir selon la qualité de la flèche), et ce faisant la démonstration de prouesses ainsi que de réflexes surhumains.
Au début de l'histoire, ses compagnons et elle sont incapables de prononcer « Crève-Gobelins » et se réfèrent à ce dernier par des variances : elle le nomme couramment « Orcbolg » (オルクボルグ, Orukuborugu), un équivalent dans sa propre langue natale.
Shaman Nain (鉱人道士, Dowāfu)
Voix japonaise : Yūichi Nakamura,, voix française : Julien Dutel
Un aventurier Nain élémentaliste âgé de cent-sept ans et de rang argent accompagnant l'Archère Elfe et le Prêtre Lézard. S'il est bel et bien désigné par sa classe comme un « chamane » dans la version traduite, son inspiration réelle ainsi que son nom originel et ses attributs renvoient toutefois plus volontiers à un daoshi.
Il est habituellement joyeux et de bonne humeur, bien qu'il se dispute presque tout le temps avec l'Elfe. En tant que Nain, il est doué avec le métal, la pierre et l'alcool. Très observateur, il a été capable de discerner au premier coup d'œil la force ainsi que l'expérience du Crève-Gobelins. Même s'il est techniquement beaucoup plus jeune que l'Elfe, il se montre parfois plus compétent et expérimenté qu'elle, notamment face aux Gobelins qui sont les ennemis naturels de sa race.
Techniquement un incantateur combattant à distance avec des sorts élémentaires et d'altération (par exemple, un sort d'ivresse qui affaiblit celui qui le subit en le troublant), il reste néanmoins de fait un Nain polyvalent qui peut aussi se battre au corps à corps quand il ne se sert pas de sa magie, qui nécessite son temps d'invocation et ne peut donc être utilisée dans le feu de l'action.
Au début de l'histoire, ses compagnons et lui sont incapables de prononcer « Crève-Gobelins » et se réfèrent à ce dernier par des variances : il le nomme couramment « Tranche-Barbe » (かみきり丸, Kamikirimaru), un équivalent culturel.
Prêtre Lézard (蜥蜴僧侶, Rizādoman)
Voix japonaise : Tomokazu Sugita,, voix française : Hyppolite Audouy
Un Homme-lézard aventurier de rang argent accompagnant l'Archère Elfe et le Shaman Nain. Contrairement à ce que laisserait à penser la version traduite de leurs classes respectives, il est en réalité par son inspiration réelle ainsi que ses attributs, bien plus proche d'un « chamane » que le Nain.
Très calme, posé et courtois de nature, ainsi qu'emprunt d'une certaine sagesse, il sert souvent de médiateur pour apaiser les tensions durant les disputes entre le Nain et l'Elfe. Ses motivations en tant que prêtre de la race des Hommes-lézards sont de purger le monde des hérétiques et devenir un « Naga » ou Dragon (comme son illustre ancêtre le « Dragon Terrible »). Par considération religieuse, il se soucie profondément de la nature. Lorsqu'il les expérimente pour la première fois il se découvre être très épris du fromage ainsi que des autres produits laitiers, qu'il trouve exotiques car son peuple de chasseurs n'élève pas de bétail.
En qualité de multiclassé Prêtre-Guerrier, comme la Prêtresse il dispose de compétences de soin, toutefois il utilise également la magie nécromantique et peut combattre au corps à corps : avec ses pouvoirs d'invocation hérités de son ancêtre le « Guerrier Croc-du-Dragon », il sait faire apparaître à partir de restes de ses semblables (des cornes, griffes et ossements) des lames courbées à une main pour se battre, aidé de sa puissante queue, mais aussi des familiers squelettiques pour faire à peu près tout ce dont ils sont capables (assister au combat, protéger, se sacrifier, transporter, colporter en urgence, divertir…). De plus, il peut directement invoquer ses ancêtres (« Dragon », « Iguanodon », « Vélociraptor », « Brontosaure »…) pour emprunter leurs capacités et augmenter les siennes durant un temps défini.
Au début de l'histoire, ses compagnons et lui sont incapables de prononcer « Crève-Gobelins » et se réfèrent à ce dernier par des variances : il le nomme couramment — au choix selon la circonstance — « l'Exterminateur/Messire Exterminateur (de petits démons) » (小鬼殺し殿, Koonigoroshi-dono), l'équivalent natif dans la langue originale de l'œuvre.

#### Entourage proche du Crève-Gobelins
Vachère (牛飼娘, Ushikai Musume)
Voix japonaise : Yuka Iguchi,, voix française : Yaëlle Labartino
L'amie d'enfance et plus proche personne du Crève-Gobelins, elle vit avec ce dernier chez son oncle maternel dans leur ferme, dernier vestige de leur ancien village natal. Autant pour son ami qu'elle-même, elle est très attachée à leur foyer.
Elle travaille dans la ferme de l'Oncle, qui l'a recueillie après que ses parents et la sœur du Crève-Gobelins ont été massacrés avec d'autres villageois par les Gobelins dans leur enfance : elle était toutefois, contrairement à ce dernier, absente du village lors de cet événement car emmenée avec son oncle pour un voyage en ville.
Envers et contre les remarques sceptiques ou fatalistes de son parent (malgré le fait qu'il accepte de l'héberger également contre rémunération), elle se soucie beaucoup du Crève-Gobelins — qui ne semble pas le remarquer — et, même lorsqu'il tarde à revenir de l'une de ses quêtes, attend à chaque fois patiemment son retour parmi eux quitte à veiller plus tardivement que prévu, confiante qu'elle est que son ami ressortira toujours vivant de ses missions et reviendra à leur foyer.
Hôtesse (受付嬢, Uketsuke Jō)
Voix japonaise : Maaya Uchida,, voix française : Sophie Tavert
Une jeune femme gérant la réception de la Guilde et qui se charge avec ses collègues de distribuer les quêtes, ainsi que d'accorder ou non des promotions de rang aux aventuriers. Elle est généralement avenante, accueillante et diplomate avec les gens qu'elle reçoit, en particulier le Crève-Gobelins qui bénéficie sans s'en rendre compte de ses faveurs.
Elle se soucie beaucoup des villages demandant de l'aide contre les Gobelins et est exaspérée qu'il y ait si peu d'aventuriers expérimentés acceptant de tels emplois, ce problème laissant probablement des novices inexpérimentés mourir à cause d'eux, voire pire : elle a donc beaucoup de respect pour le Crève-Gobelins, en raison de son empressement à accepter de nombreux contrats impliquant des Gobelins que d'autres n'auraient pas pris, et finit par développer des sentiments pour lui. Elle suscite elle-même sans le savoir l'intérêt du Lancier.
Archevêque (女司教, Onna Shikyō, litt. « Femme évêque ») / « Vierge à l'Épée » (剣の乙女, Tsurugi no Otome) (surnom)
Voix japonaise : Aya Endō, voix française : Emilie Charbonnier
La plus haute autorité de la Ville des Eaux, recevant à ce titre la déférence de la Prêtresse.
Comptant parmi les anciens Héros (la deuxième de rang or) qui eurent aidé à vaincre le précédent Seigneur Démon, la Vierge à l'Épée contrairement à ses homologues ne possède aucun talent inné, et a donc dû développer ses capacités à partir de rien.
Dix ans avant sa rencontre avec le Crève-Gobelins, elle fût capturée une fois par des Gobelins : ils la violèrent et lui brûlèrent les yeux. Depuis ce jour, elle en a secrètement peur au point de n'en plus fermer l’œil de la nuit, et engage donc ce dernier et ses compagnons pour s'occuper de ceux rôdant sous sa ville.
Elle appelle le Crève-Gobelins, avec qui elle entretient une relation épistolaire, « Maître Crève-Gobelins » (ゴブリンスレイヤー様, Goburin Sureiyā-sama). Depuis qu'il l'aide — à sa manière — à retrouver le moral avec son sommeil, et surmonter à petits pas son traumatisme, elle considère son « sauveur » comme un intime pour qui elle nourrit des sentiments secrets et juvéniles : désireuse d'accaparer son attention et guettant la moindre opportunité (quitte à en faire un caprice à l'encontre de ses obligations) de pouvoir profiter de sa compagnie, elle trahit une déception de « femme éconduite » voire, une contrariété enfantine en cas d'échec, ainsi qu'une légère jalousie vis-à-vis de son entourage féminin.

#### Aventuriers de la Ville frontière

##### Groupe du Lancier
Lancier (槍使い, Yari Tsukai)
Voix japonaise : Yoshitsugu Matsuoka,, voix française : Marc Wilhelm
Un guerrier armuré à lance de rang argent qui accompagne la Sorcière et dénigre en général le Crève-Gobelins pour son habitude de ne chasser que les Gobelins, alors qu'ils sont de même rang, mais également parce qu'il suscite l'intérêt de l'Hôtesse de la Guilde, pour qui il a visiblement un faible et qu'il tente d'impressionner en lui rapportant à l'occasion ses exploits personnels.
Il a la réputation d'être le plus grand aventurier des régions frontalières. Nonobstant son béguin secret pour l'Hôtesse, il affirme un jour dans une conversation avec le Crève-Gobelins (qu'il ne reconnaît pas puisqu'il était dépourvu de son armure, en réparation) ne pas être intéressé à l'idée d'aller rechercher la gloire ou la fortune auprès d'une Guilde d'une région plus importante, car il accomplit ses quêtes et se bat pour lui-même.
Sorcière (魔女, Majo)
Voix japonaise : Yōko Hikasa,
Une sorcière de rang argent et connaissance du Crève-Gobelins (assez pour le reconnaître sans son armure), elle est également une partenaire du Lancier.
Suave et relativement accessible, elle a la particularité de parler très lentement en marquant une pause entre chaque syllabe, et est encline à la solidarité entre aventuriers sans distinction de rang, pouvant rendre autant service à un égal qu'à un débutant.
Elle a assez de pouvoirs magiques pour ne pas avoir à se soucier de les économiser, utilisant même une magie « coûteuse » (selon son quota d'usage) afin d'allumer sa pipe.

##### Groupe du Guerrier Cuirassé
Guerrier Lourd/Cuirassé (重戦士, Jūsenshi, litt. « Guerrier lourd »)
Voix japonaise : Daiki Hamano (ja)
Un aventurier vétéran de rang argent qui accepte d'entraîner des novices avec une équipière de son groupe, la Femme Paladin. Son village aurait été sauvé des Gobelins par le Crève-Gobelins.
Comme cette dernière, il démontre un esprit de camaraderie ainsi qu'une franche sympathie envers leurs cadets, et est soucieux de leur apprendre les bons réflexes face au danger afin d'augmenter leurs chances de survie.
Comme son nom le suggère, il se bat en cuirasse avec une lourde et massive épée à deux mains, qu'avec sa force et sa carrure il sait toutefois manier d'une seule main.
La conception du personnage rappelle Guts, protagoniste d’une autre œuvre de fantaisie noire célèbre (Berserk).
Femme Paladin (女騎士, Onna Kishi, litt. « Chevalière »)
Voix japonaise : Yukiyo Fujii
Une aventurière vétérane de rang argent qui accepte d'entraîner des novices avec un équipier de son groupe, le Guerrier Cuirassé.
Comme ce dernier, elle démontre un esprit de camaraderie ainsi qu'une franche sympathie envers leurs cadets, et est soucieuse de leur apprendre les bons réflexes face au danger afin d'augmenter leurs chances de survie.
Comme son nom le suggère, elle se bat en armure avec une épée à une main et un imposant bouclier.
Guerrier Léger Semi-Elfe, Garçon Éclaireur et Druidesse Rhea (半森人の軽戦士、少年斥候、圃人の少女巫術師, Hāfu Erufu no Keisenshi, Shōnen Sekkō, Rēa no Shōjo Fujutsushi, litt. « Guerrier allégé semi-forestier, Jeune garçon éclaireur, Fille chamane champêtre »)
Voix japonaise : Kaito Takeda (ja) [Guerrier Léger], Akihisa Wakayama (ja) [Éclaireur], Sayaka Harada (ja) [Druidesse]
Des aventuriers membres de la compagnie du Guerrier Cuirassé.
Le Guerrier Léger Semi-Elfe joue conjointement les rôles de second guerrier, d'éclaireur ainsi que de trésorier du groupe. Le Garçon Éclaireur et la Druidesse Rhea quant à eux sont des novices qui, déjà orphelins, ont triché sur leur âge pour s'inscrire à la Guilde au plus tôt : pris sous l'aile du Guerrier Lourd qui les entraîne avec la Femme Paladin, ils sont par la suite recrutés dans leur groupe par le Guerrier Léger Semi-Elfe. À l'instar du Guerrier Novice et de l'Apprentie Clerc, autre binôme de débutants, ils sont tous deux très proches et continuent de se fréquenter (ainsi que la paire homologue) en dehors des aventures.
Ils participent à la quête d'extermination de la grande horde de Gobelins menée par un Baron qui menace la ferme de l'Éleveur : tandis que les deux garçons guettent et avertissent leurs collègues de la charge anticipée de Cavaliers Gobelins, la druidesse reste à l'arrière pour veiller sur la Vachère en compagnie de l'Oncle.

##### Groupe de l'Épéiste à Gourdin
Guerrier Novice (新米戦士, Shinmai Senshi) / Épéiste à Gourdin (棍棒剣士, Konbou Kenshi)
Voix japonaise : Seiji Maeda (ja)
Jeune aventurier épéiste débutant (de rang porcelaine depuis quelques mois au début de l'histoire) et inexpérimenté équipé en seconde main, il fait équipe avec l'Apprentie Clerc qui est une amie d'enfance très soucieuse, et a pour ambition de devenir un aventurier apte à tuer un dragon.
Croyant au départ en de mauvaises rumeurs sur le Crève-Gobelins, les deux s'attirent la colère de la Prêtresse qui les rejette quand ils tentent de la recruter en pensant à tort la « sauver », s'étant persuadés qu'elle lui servait d'appât sacrifiable dans leurs quêtes. Pris sous l'aile du Guerrier Lourd qui les entraîne avec la Femme Paladin, il perd son épée en échouant une quête d'extermination dans les égouts de la ville : sur les conseils avisés obtenus auprès du Crève-Gobelins, il s'arme faute de mieux d'un gourdin (simple et rudimentaire, mais pratique et peu coûteux) pour récupérer son arme avalée par un Cafard géant. Il participe à la quête d'extermination de la grande horde de Gobelins menée par un Baron qui menace la ferme de l'Éleveur : dans l'adaptation dessinée il manque de peu, par sa propre négligence, de se faire tuer par un Petit Démon qui faisait le mort. Dans l'adaptation animée, il sauve aussi lui-même sa partenaire de l'assaut d'un second.
À l'instar du Garçon Éclaireur et de la Druidesse Rhea, autre binôme de débutants, sa compagnonne et lui sont très proches et continuent de se fréquenter (ainsi que la paire homologue) en dehors des aventures : même si leur relation n'évolue pas vraiment, son amour pour sa partenaire est évident aux yeux de tous à la Guilde.
Apprentie Clerc (見習聖女, Minarai Seijo) / Prêtresse du Dieu Suprême (至高神の聖女, Shikou-shin no Seijo, litt. « Clerc du Dieu Suprême »)
Voix japonaise : Ayasa Itou (ja)
Jeune aventurière débutante (de rang porcelaine depuis quelques mois au début de l'histoire) et inexpérimentée orientée vers la magie blanche, elle fait équipe avec le Guerrier Novice qui est un ami d'enfance très loyal.
Croyant au départ en de mauvaises rumeurs sur le Crève-Gobelins, les deux s'attirent la colère de la Prêtresse qui les rejette quand ils tentent de la recruter en pensant à tort la « sauver », s'étant persuadés qu'elle lui servait d'appât sacrifiable dans leurs quêtes. Prise sous l'aile du Guerrier Lourd qui les entraîne avec la Femme Paladin, elle veut aider son ami dans la récupération de son épée : mais ne pouvant lancer à son niveau qu'un seul sort par jour de Châtiment sacré qu'elle a déjà utilisé, elle assiste son compagnon avec une bougie magique de détection offerte par la Sorcière. Elle participe à la quête d'extermination de la grande horde de Gobelins menée par un Baron qui menace la ferme de l'Éleveur : son rôle y est très effacé. Dans l'adaptation animée, elle est sauvée par son partenaire de l'assaut d'un Petit Démon.
À l'instar du Garçon Éclaireur et de la Druidesse Rhea, autre binôme de débutants, son compagnon et elle sont très proches et continuent de se fréquenter (ainsi que la paire homologue) en dehors des aventures : même si leur relation n'évolue pas vraiment, son amour pour son partenaire est évident aux yeux de tous à la Guilde.
Chasseuse Lagomorphe (白兎猟兵, Shiro Usagi Ryōhei, litt. « Chasseuse lapine/hase blanche »)
Une chasseuse montagnarde Thérianthrope du Hameau des Lapins, arbalétrière également armée de couteaux-machettes de chasse.
Elle rejoint le groupe d'aventuriers de l'Épéiste à Gourdin, en qualité de rôdeuse, à la suite de leur quête contre la Sorcière des Glaces : durant ces événements ce dernier, induit jusque-là en erreur, réalisa par une remarque de l'Héroïne qu'elle était une fille.

##### Groupe du Jeune Magicien
Fille Rhea (圃人の少女, Rēa no Shōjo) / Guerrière Rhea (圃人剣士, Rēa Kenshi)
Voix japonaise : Sayumi Suzushiro
Une Rhea épéiste à bouclier débutante de rang porcelaine.
Elle a déjà fait partie d'un groupe d'aventuriers (et un peu progressé) avant son apparition, mais il fut dissous trop tôt à cause d'un événement inattendu, leur chef noble ayant dû devenir l'héritier de sa famille : après un certain temps à œuvrer seule, elle est entraînée par la Femme Paladin avec le Jeune Magicien et les autres novices au tout nouveau Centre d'entraînement de la Guilde des Aventuriers. Après avoir survécu ensemble à l'attaque de Gobelins, elle choisit d'accompagner ce dernier dans son voyage à la Capitale royale.
Pour une Rhea, elle est de taille moyenne et bien dotée, ce que remarque son nouveau partenaire qui (même s'il tente de le cacher) a de toute évidence envie d'elle. En tant que compagnonne, elle s'aligne sur sa personnalité et ses manières.
Jeune Magicien (少年魔術師, Shōnen Majutsushi, litt. « Jeune garçon magicien »)
Voix japonaise : Mariya Ise
Un jeune lanceur de sorts débutant à lunettes colérique et irrévérencieux de rang porcelaine. Il se révèle être le petit frère de la Magicienne.
Originaire de la même Académie de magie à la Capitale royale, il arrive à la Guilde des Aventuriers de la Ville frontière avec l'idée fixe de tuer des Gobelins, mais se voit refuser ces quêtes à cause de son niveau et hébergé pour une nuit (à la demande de l'Hôtesse) à la ferme par le Crève-Gobelins : s’aliénant à peu près tout le monde par son attitude ouvertement arrogante et dénigrante, surtout envers la Prêtresse (pour un échec de promotion de rang) et ceux de sa classe sans n'avoir pourtant rien accompli lui-même, le garçon est refroidi quand la Femme Paladin le fait intégrer au groupe — et la première chefferie — de la jeune fille le temps d'une quête d'extermination de repaire, où il ruine leur stratégie en n'en faisant qu'à sa tête et doit être sauvé d'un Troll. Devant bien reconnaître son inexpérience et acceptant dès lors les conseils, il est ensuite entraîné par le Lancier avec la Fille Rhea et les autres novices au tout nouveau Centre d'entraînement de la Guilde. Après s'être distingué durant l'attaque de Gobelins, il décide de repartir en voyage pour la capitale afin de s'améliorer, spontanément rejoint par cette dernière : le Crève-Gobelins lui recommande l'instruction de son mentor s'il venait à le rencontrer.
Il partage le caractère ainsi que la beauté de la Magicienne, à un point tel qu'il pourrait passer pour son pendant masculin, et par elle possède (à son propre insu) un lien particulier avec les deux protagonistes — même s'il conserve une antipathie moindre envers le Crève-Gobelins. Il était motivé à tuer les Petits Démons à la fois pour laver l'honneur de sa sœur, « prodige » reconnue pourtant tuée par eux, auprès de leurs pairs académiques et venger sa mort. Très réceptif aux charmes des filles derrière ses grands airs, il ne peut s'empêcher de regarder le décolleté de la Vachère (qu'il pense être la femme du Crève-Gobelins) à leur première rencontre, et trahit son attirance pour sa nouvelle partenaire.

##### Groupe du Guerrier à la Hache
Éclaireur Rhea (圃人斥候, Rēa Sekkō)
Voix japonaise : Mutsuki Iwanaka (ja)
Membre d'un groupe d'aventuriers de rang acier lors de son introduction dans l'histoire, il est néanmoins un fraudeur avide, égoïste et sans scrupules. Sociopathe de nature, il se considère dans son bon droit dans ses mauvais actes et n'en assume pas les responsabilités, et se montre même prêt (du moment qu'il en a l'occasion et a l'ascendant) à tuer quelqu'un de frustration quand il perd son sang-froid.
Il espérait atteindre le rang saphir à l'issue de son entretien de promotion mené par l'Hôtesse, secondée par l'Examinatrice et le Crève-Gobelins en qualité d'observateur, et suggéra même de se faire sauter des rangs jusqu'au rubis voire le bronze.
Toutefois, pas dupe d'expérience et aidée par des preuves ainsi que la magie de sa collègue qui peut détecter les mensonges, l'Hôtesse le perce à jour comme s'étant rendu au moins une fois coupable d'abus de confiance envers ses coéquipiers ainsi que de fraude de rapport de quête dans le cadre d'une mission d'éclairage au sein de la Guilde, ce qui est une faute déontologique grave : il est pour cela rétrogradé au rang porcelaine et banni à vie de la Guilde de cette ville, avec effet irrévocable. Envisageant explicitement d'agresser l'Hôtesse avec sa lame, il est cependant refroidi par la simple présence du Crève-Gobelins : il s'en va alors en jurant à demi-mot qu'ils s'en souviendront. Engagé par l'Elfe Noir la veille de la Fête des Récoltes pour semer la confusion en ville, il y voit une occasion de se venger le jour suivant en tendant à l'aventurier de rang argent et la fille de la Guilde une embuscade : pensant avoir vaincu ce dernier grâce à sa réactivité et une fléchette empoisonnée, et pouvoir atteindre l'Hôtesse, il est cependant éventré par surprise par le Crève-Gobelins (qui feignait la mort).

#### GuildedesAventuriers
Examinatrice (監督官, Kantoku-kan, litt. « Superviseur »)
Voix japonaise : Natsumi Hioka (ja)
Une consœur réceptionniste de l'Hôtesse au sein de la Guilde des Aventuriers ainsi que son amie de longue date, elle est également une prêtresse du Dieu Suprême qui, grâce à un artefact et sa magie, l'assiste concrètement en tant que « détecteur de mensonges » lors des examens de promotion de rang.
Se dévouant avec sérieux à la justice ainsi qu'à son travail, elle n'en reste pas moins une fille malicieuse et espiègle qui aime taquiner à l'occasion son amie sur ce qu'elle ressent pour le Crève-Gobelins, observant par exemple qu'il correspond au type d'homme qu'elle lui a toujours connu.

### Autres
Éleveur (牧場主, Bokujō-shu) / Oncle (de la Vachère) (（牛飼娘の）叔父/伯父, (Ushikai Musume no) Oji)
Voix japonaise : Daichi Hayashi (ja), voix française : Romain Bressy
Fermier du village natal de la Vachère, nièce par sa sœur qui travaille à sa ferme, et du Crève-Gobelins, il a élevé cette dernière depuis la mort de ses parents et héberge contre rémunération son ami d'enfance, qui n'a plus de famille du tout.
Il a recueilli la Vachère très jeune après que son beau-frère et son épouse, la sœur du Crève-Gobelins ainsi que les autres villageois ont été massacrés par les Gobelins : il était, contrairement au jeune garçon, absent du village lors de cet événement car parti avec sa nièce pour un trajet en ville.
Bien qu'il accepte d'héberger contre de l'argent ce dernier, qu'il a pu voir grandir avec elle, il a cependant du mal à appréhender l'adulte traumatisé qu'il est devenu, aventurier solitaire et laconique qui fait preuve d'une absence de joie de vivre ainsi que d'une herméticité et d'une vigilance, concernant la sécurité de la ferme et de ses alentours contre les Gobelins, qu'il juge à son goût excessives. En ce sens, il tente par des remarques sceptiques ou fatalistes de décourager sa nièce dans son désir d'entretenir leur amitié d'enfance, qu'il considère être révolue au vu des changements opérés chez le Crève-Gobelins, et n'apprécie pas le souci qu'elle se fait pour lui, notamment en veillant très tardivement pour attendre son retour lorsqu'il s'absente des lieux plus d'une journée.
Maître (先生, Sensei) / Voleur (忍びの者, Shinobi no Mono, variante de « Shinobi ») / « Voyageur » (往還せし者, Ōkan-seshi Mono, litt. « Brigand » ou « Bandit de grand chemin ») (surnom)
Voix japonaise : Nobuo Tobita (ja)
Le mentor du Crève-Gobelins, un très vieux voyageur et aventurier Rhea visiblement de rang platine.
Impitoyable voire cruel, sa philosophie de vie est aussi dure et implacable que ses méthodes d'apprentissage.
À la suite de l'attaque sur son village et du massacre de sa sœur par des Gobelins, il a formé durant des années le Crève-Gobelins à devenir l'exterminateur de « Petits Démons » qu'il est aujourd'hui : après l'avoir suffisamment entraîné, il est simplement reparti un beau jour en voyage.

#### Autres groupes d'aventuriers

##### Premier groupe dela Prêtresse
Ancienne compagnie de débutants de rang porcelaine avec laquelle la Prêtresse fit, le jour même de son intégration à la Guilde des Aventuriers, sa toute première quête, une extermination de Gobelins en grotte pour sauver des captives : inexpérimenté et impréparé, le groupe y fut pris en embuscade et décimé peu avant l'arrivée du Crève-Gobelins.
Jeune au Bandeau (鉢巻きをした若者, Hachimaki wo shita Wakamono, litt. « Jeune portant un bandeau ») / Jeune Épéiste (青年剣士, Seinen Kenshi, litt. « Jeune homme épéiste »)
Voix japonaise : Yasuaki Takumi (ja)
Un aventurier à épée longue et plastron, meneur du groupe.
Excessivement confiant, il prend à la légère leur préparation et précipite de but en blanc la première quête de la Prêtresse avec son groupe, qui finit pris en embuscade par les Gobelins dans leur propre repaire. Essayant maladroitement de les repousser avec la Combattante tandis que la Prêtresse s'emploie à soigner la Magicienne mortellement blessée, il a toutefois commis l'erreur fatale d'emmener une arme inadaptée pour un milieu confiné et aussi étroit : perdant son épée dans le feu de l'action, il est assailli dans la seconde par un petit groupe et brutalement massacré.
Profil type du jeune idéaliste rêvant de sauver de belles filles en détresse, pourchasser des dragons et autres poncifs, son bandeau et son visage couvert de pansements traduisent un caractère aussi impulsif qu'impétueux. Peu formé et trop sûr de lui, pour avoir déjà précédemment « repoussé » des Gobelins avec son groupe, il les pensait aptes à exterminer ce nid sans effort : son inexpérience avec son manque d'esprit de corps le rendent dangereux pour ses compagnons, et sa négligence en tant que chef de groupe le mène à sa perte.
Fille à Tenue Martiale et Queue-de-cheval (髪を束ねた胴着姿の少女, Kami wo tabaneta Dōgi sugata no Shōjo, litt. « Jeune fille en tenue martiale et aux cheveux attachés ») / Combattante (女武闘家, Onna Budōka, litt. « Femme pratiquante martiale »)
Voix japonaise : Shizuka Ishigami (ja)
Une aventurière pratiquante en arts martiaux, unique survivante du groupe en dehors de la Prêtresse.
Le Jeune Épéiste massacré durant leur première quête avec cette dernière, elle couvre seule la fuite de la Prêtresse avec la Magicienne blessée : vaincue par un Hobgobelin et jetée en pâture à ses congénères, elle enjoint sa camarade à se sauver toutes deux tandis qu'ils la violent collectivement et l'emportent au fond du repaire, jusqu'à son propre sauvetage quand la Prêtresse revient éradiquer le nid avec le Crève-Gobelins, puis sa prise en charge avec les autres captives. Brisée par ce qu'elle a subi, elle s'est vraisemblablement retirée dans sa région natale.
Confiante en ses capacités, transmises par son défunt père, et loyale envers ses camarades, elle se voulait rassurante auprès de la Prêtresse.
Magotte à Lunettes et Bâton (眼鏡を掛けて杖を手に持つ女性の魔術師, Megane wo kakete Tsue wo tenimotsu Josei no Majutsushi, litt. « Femme mage portant des lunettes et munie d’un bâton ») / Magicienne (女魔法使い, Onna mahōtsukai, litt. « Femme magicien/sorcier »)
Voix japonaise : Kotori Koiwai
Une aventurière lanceuse de sorts à lunettes et armée d'un bâton magique, révélée posthumément comme la grande sœur du Jeune Magicien.
Diplômée de l'« Académie des Sages » de sa ville, elle sous-estime d'emblée les Gobelins et snobe les avertissements de la Prêtresse durant leur quête, permettant à un petit groupe de les surprendre toutes deux à l'arrière de l'équipe : si elle en vainc un avec sa magie, elle est submergée à cause du temps de récupération et maîtrisée par le reste avant de pouvoir utiliser le sort suivant. Devenant hystérique quand son bâton lui est arraché et se fait briser, elle est ensuite mortellement poignardée à l'abdomen (avec une lame révélée plus tard empoisonnée) et incapable de se battre, mais évacuée en s'échappant avec la Prêtresse. Le sort de guérison de la jeune fille ne faisant néanmoins pas son office, le poison se répand en elle jusqu'à un stade irréversible avant l'arrivée du Crève-Gobelins : se sachant condamnée, elle lui demande alors de l'achever. Humiliée par ses pairs académiques à la suite de l'événement et sa mémoire, bafouée, son petit frère jure de restaurer son honneur et se venger des Gobelins. Son corps rapatrié repose au cimetière de la Capitale royale, où la Prêtresse lui rend visite un an plus tard (après avoir rencontré le Jeune Magicien) à l'occasion d'une quête d'escorte avec son nouveau groupe.
Prodige réputée de son vivant au sein de l'Académie, sachant déjà lancer deux sorts par jour à son niveau et soucieuse de voir ses talents reconnus par tous, elle est d'une beauté séduisante mais de caractère orgueilleux, colérique, irritable et cassant, ne traitait pas correctement ses compagnons et s'antagonise la Prêtresse – autant à cause de sa nervosité que par son aversion pour les Prêtres. Sûre de ses capacités, elle montra un élan de confiance en elle après avoir tué seule l'un des Gobelins, et un grand attachement pour son bâton magique, preuve de son excellence.

##### Groupe de la Damoiselle Épéiste
Damoiselle Épéiste (令嬢剣士, Reijō Kenshi) / Marchande (女商人, Onna Shōnin)
Voix japonaise : Sumire Uesaka,, voix française : Marie Dessalle
Deutéragoniste de l'histoire du volume 5 du light novel, du tome 9 du manga et du film sous-titré Goblin's Crown.
Fille de nobles dégoûtée par sa vie d'aristocrate et rêvant de liberté, elle a quitté la demeure familiale pour devenir aventurière. Orgueilleuse et (trop) sûre d'elle au départ, elle va toutefois apprendre la tempérance ainsi que l'humilité aux côtés du Crève-Gobelins et de ses amis, et gagner en sagesse.
À la tête d'un groupe, elle s'en est allée vers les Monts enneigés pour une quête d'extermination de Gobelins, mais n'en est pas revenue : le Crève-Gobelins, commandité avec ses compagnons par ses parents et l'entremise de la Vierge à l'Épée, part alors sur leurs traces en suivant la piste des Gobelins et la retrouve en montagne dans leur repaire, en piteux état mais vivante.
Victime de leur inexpérience ainsi que de son propre orgueil, il s'avérera que ses compagnons et elle se seront faits prendre à leur propre piège, son plan consistant, à l'origine, à avoir les Gobelins à l'usure en assiégeant l'entrée de leur repaire pour les affamer : eux-mêmes affaiblis par la faim et le froid cependant, son groupe s'est fait massacré durant son absence au village voisin pour quémander des vivres et elle, prise par surprise à son retour et capturée. Elle aura eu le temps de subir leurs outrages (notamment, une marque au fer rouge) avant que la compagnie du Crève-Gobelins ne la libère de sa captivité.
Malgré ce qu'elle a traversé, elle voit une occasion de prendre sa revanche contre les Gobelins en sauvant avec ses bienfaiteurs — et leur expert exterminateur — ledit village d'une attaque future d'une horde plus importante installée dans un fort abandonné avec d'autres victimes captives, et récupérer au passage sa précieuse épée qui lui avait été prise par ses bourreaux. Après ces événements, elle se réconcilie avec ses parents et abandonne sa carrière d'aventurière, pour se reconvertir en marchande ainsi que mécène de la guilde.
En plus de ses compétences à l'épée, qui est un trésor familial, elle peut également utiliser la magie de foudre.

##### Groupe du Héros
Compagnie féminine et ridiculement puissante de rangs platine et or, dirigée par la toute-puissante Héroïne et ses camarades tout aussi puissantes. Ce groupe d'aventuriers est l'équipe incontournable de la Cour royale pour régler les menaces de fin du monde : leurs exploits incluent l'extermination de Seigneurs Démons, de hordes de Démons. d'astéroïdes tombant vers la Terre, de rois morts-vivants…
Héroïne (勇者, Yūsha)
Voix japonaise : Miyuri Shimabukuro (ja)
Une jeune orpheline de quinze ans en robe armurée de plates et armée d'une épée imposante pour son gabarit, introduite par le biais d'une histoire épique qui narre ses exploits, elle a été promue dixième aventurière de rang platine de toute l'histoire après avoir vaincu le Seigneur Démon.
Elle accomplit de nombreux faits d'armes face à de nombreux et puissants ennemis, notamment ceux de la Secte Démoniaque : pourtant, elle se révèle facilement blasée par ses quêtes épiques à répétition, et ironiquement désireuse de vivre des aventures plus simples et ordinaires.
D'une personnalité de garçon manqué, elle fait preuve d'une bravoure qui frise parfois l'arrogance. La couleur de ses yeux, de ses cheveux et de son serre-tête changent d'un support à l'autre.
Sainte à l'Épée (剣聖, Kensei) / « Fille aux Cheveux de Jais » (黒髪の少女, Kurokami no Shōjo)
Voix japonaise : Haruka Tomatsu
Une aventurière de rang or, guerrière du groupe de l'Héroïne.
Sage (賢者, Kenja)
Voix japonaise : Honoka Inoue
Une aventurière de rang or, lanceuse de sorts du groupe de l'Héroïne.

### Antagonistes
Ogre (aîné) (オーガ（兄）, Ōga (ani))
Voix japonaise : Riki Kagami (ja)
Un des généraux du Seigneur Démon, il dirige le repaire de Gobelins installé dans les ruines Humaines situées en territoire elfique.
Il se confronte à la troupe d'aventuriers du Crève-Gobelins nouvellement formée, tandis qu'ils venaient d'éliminer ses subordonnés dans leur sommeil, et affronte de front leur meneur qui l'insulte involontairement, n'ayant jamais rencontré d'Ogre et se demandant s'il est une sorte de Gobelin, et fait peu cas de son importance à la suite de sa réponse.
Dominant la compagnie par sa taille imposante, sa magie destructive et sa faculté de régénérer ses blessures, il est cependant vaincu par le Crève-Gobelins à l'aide d'un parchemin magique à usage unique ouvrant un Portail sur le fond des océans, dont la pression le réduit en charpie, puis est achevé sans cérémonie par l'Humain.
Œil géant (大目玉, Bemu (BEM) / Ōmedama, acronyme de « Bug-eyed monster (en) » [litt. « Monstre aux yeux exorbités »] / litt. « Grand globe oculaire »)
Voix japonaise : Takahashi Shinya (ja)
Agent du Chaos localisé dans les souterrains de la Ville des Eaux, il garde sans sourciller le miroir dissimulant un Portail magique.
Barrant la route avec son rayon de Désintégration ainsi que son sort de Dissipation, au groupe du Crève-Gobelins lors de leur troisième descente, il est néanmoins défait par l'ingéniosité de ce dernier, qui le fait exploser avec son propre rayon couplé à de la farine très fine en guise de poudre.

### Arlésiennes
Sœur aînée du Crève-Gobelins (ゴブリンスレイヤーの姉, Goburin Sureiyā no Ane)
Voix japonaise : Reina Ueda
Unique être cher du Crève-Gobelins durant son enfance, elle est décédée avant le début de l'histoire et n'apparaît qu'au travers des souvenirs de son frère et de la Vachère.
Enseignante de métier, elle s'était chargée d'élever seule son cadet après la mort de leurs parents. Moralement irréprochable d'après ce qu'en dit ce dernier, elle est à l'origine première de sa fixette obsessionnelle à tuer exclusivement des Gobelins, et de certains de ses problèmes personnels en général : par exemple, depuis le soir de sa mort où son frère s'était resservi de son plat favori de ragoût de poulet au lait qu'elle aimait lui préparer, celui-ci n'a plus été capable d'en remanger par la suite au point d'en oublier le goût. Sage et soucieuse de son éducation, elle lui racontait que les Gobelins étaient originaires de la Lune verte (l'un des deux soleils des loups — avec la Lune rouge — visibles dans le ciel nocturne de leur monde) et que les gens succombant à l'envie, la jalousie ou se comportant mal de manière générale, se transformaient à leur image.
Elle compte parmi les victimes massacrées par les Gobelins dans l'attaque sur leur village alors que son cadet n'était encore qu'un enfant : depuis une cachette sous le plancher de leur demeure, dans laquelle il demeura abrité durant les faits, son frère dut assister de ses propres yeux à son viol ainsi qu'à sa torture, puis son meurtre par les créatures. Cet événement traumatisera le Crève-Gobelins jusqu'à la fin de sa vie et gravera en lui cette haine implacable qui motive chacune de ses initiatives à une vengeance sans fin ni limites contre les Gobelins.
Père et Mère (de la Vachère) (（牛飼娘の）父と母, (Ushikai Musume no) Chichi to Haha)
Voix japonaise : Sayaka Kikuchi (ja) (mère) ; père sans dialogues
Parents de la Vachère, ils sont décédés avant le début de l'histoire et n’apparaissent qu'au travers des souvenirs de leur fille unique, de l'Oncle et du Crève-Gobelins.
Ils comptent parmi les victimes massacrées par les Gobelins dans l'attaque sur leur village, alors que la Vachère encore enfant et le frère de sa mère s'étaient absentés pour un voyage en ville.
Parents (de la Damoiselle Épéiste) (（令嬢剣士の）両親, (Reijō Kenshi no) Ryoushin)
Membres de la noblesse ainsi que parents de la Damoiselle Épéiste, ils n'apparaissent pas mais sont mentionnés au travers d'autres personnages dans l'histoire du volume 5 du roman illustré, du tome 9 de la bande dessinée et du film sous-titré Goblin's Crown.
Ils sont les véritables commanditaires de la quête qui, par l'entremise de la Vierge à l'Épée, dépêche la compagnie du Crève-Gobelins dans les Monts enneigés à la recherche de celle de leur fille, devenue aventurière mais qui y est portée disparue.
Seigneur Démon (魔神王, Dēmon Rōdo)
Antagoniste anecdotique dans l'histoire, il est le maître des armées de Démons et l'ennemi majeur des races humanoïdes de ce monde.
Il a été vaincu par le groupe d'aventuriers de la Vierge à l'Épée, dix ans avant le début de l'histoire.

### Exclusifs aux adaptations
Guerrière Amazone (女戦士, Onna Senshi, litt. « Femme guerrière »)
Voix japonaise : Sayaka Kikuchi (ja)
Une aventurière barbare affiliée à la Guilde de la Ville frontière, exclusive aux adaptations dessinée et animée.
Elle participe à la quête d'extermination de la grande horde de Gobelins menée par un Baron qui menace la ferme de l'Éleveur : elle s'y illustre entre autres en sauvant d'un coup d’hast net le Guerrier Novice d'un Petit Démon qui faisait le mort, sermonnant brièvement le jeune homme pour sa négligence.
Fonceuse au corps musculeux, elle démontre une personnalité rustre, franche, amicale et très masculine.
Comme son nom le suggère, elle se bat en tenue légère et barbare avec un labrys adapté à son gabarit. Elle ne doit pas être confondue avec son homologue lancière de rang or.

## Glossaire

### Univers
« L'Univers à Quatre côtés » (四方世界, Shimō Sekai, « monde/univers à quatre côtés »)
Le monde de l'œuvre est un « plateau » (de jeu) créé par les Dieux, répartis entre : ceux de la « Lumière », de l'« Ordre » ainsi que de la « Destinée » d'un côte ; et ceux des « Ténèbres », du « Chaos » ainsi que du « Hasard » de l'autre, pour s'affronter et rivaliser sur la régence des règles du monde.
Le destin de tout un chacun ainsi que les aléas de l'existence dans l'Univers à Quatre côtés sont dictés par les jets de dés des divinités.
Structuré donc comme un jeu de rôle sur table et d'inspiration fantaisiste (plus précisément dans le cadre de l'histoire, de type fantaisie noire), ce monde possède deux soleils des loups (la Lune verte et la Lune rouge, toutes deux visibles en grand dans le ciel à la nuit tombée). Son histoire ne caractérise les personnages non par des noms propres ou une identité individuelle et formelle, mais par des éléments génériques les distinguant des autres « personnages » comme une classe et/ou une race, une fonction ou encore un surnom.

### Lieux

#### Régions frontalières
Grotte (du repaire Gobelin) (（ゴブリン巣穴の）洞窟, (Goburin suana no) dōkutsu)
La sombre et étroite grotte à l'intérieur de laquelle la Prêtresse effectue sa première quête en tant qu'aventurière débutante, et fait la rencontre inattendue du Crève-Gobelins.
À l'origine recrutée dans un groupe de novices formé au pied levé pour une extermination de Gobelins, qui y ont établi leur tanière et emmené en son fond des jeunes Humaines à la suite d'une attaque de village, la compagnie inexpérimentée et présomptueuse de la Prêtresse est annihilée par les créatures, plus rusées et qui ont l'avantage du terrain : la jeune aventurière est néanmoins sauvée de justesse par l'arrivée du Crève-Gobelins, aventurier spécialiste de rang Argent qu'elle accepte de seconder dans l'éradication du repaire et le sauvetage des captives.
Ville frontière (辺境の街, Henkyō no machi)
La ville où le Crève-Gobelins est basé.
Située à l'est de son village natal, où il réside avec la Vachère et l'Oncle, elle accueille à la fois, le Temple de la Déesse-Mère de la Terre dans lequel a grandi la Prêtresse, et la maison de la Guilde des Aventuriers où travaille notamment l'Hôtesse.
Ruines en terre des Elfes (森人の領地の遺跡, Erufu no ryōchi no iseki)
Nouveau repaire d'une horde de Gobelins menés par l'Ogre, la nouvellement formée compagnie du Crève-Gobelins (incluant la Prêtresse) y effectue sa première quête consistant à les exterminer.
Vestiges d'un fort souterrain et abandonné, conçu à une ancienne époque par des Humains en territoire elfique.
Ville des Eaux (水の街, Mizu no machi)
La plus grande ville de la frontière ouest où siège l'Archevêque, en l'occurrence la Vierge à l'Épée.
Fondée sur les vestiges souterrains de l'antique cité, elle abrite un Temple du Dieu Suprême servant de cour et est, comme son nom le suggère, bordée par des eaux qui irriguent la ville, accessible par voie de navigation.
Fort des Monts enneigés (雪山の城砦, Yukiyama no jōsai)
Antique forteresse Naine située dans les Monts enneigés au nord, elle est au centre de l'intrigue du film animé sous-titré Goblin's Crown.
Originellement habitée par des seigneurs locaux mais étant laissée à l'abandon depuis la mort de son dernier résident, elle est devenue un repaire de Gobelins dirigés par un de leurs Paladins.

#### Capitale
Capitale royale (王都, Ōto)
La capitale du royaume, elle en est également la plus grande ville.
Labyrinthe de la Mort (死の迷宮, Shi no meikyū)
Un labyrinthe situé au nord de la capitale royale.
Il s'étend jusqu'à dix étages souterrains. Dix ans auparavant, le Seigneur Démon s'était établi au plus profond de celui-ci et y a dispensé la mort : une ville fortifiée fut construite comme base pour les aventuriers à fin de le contrer, mais elle a été abandonnée depuis sa défaite.

### Races
En tant qu'univers fantaisiste type, la plupart des races et créatures communes au genre y est représentée.

#### Humanoïdes
Humain/« Hume » (只人, Hyūmu, « Hume » / litt. « individu ordinaire/commun »)
Race du Crève-Gobelins (bien que ce soit un sujet de discussions et de paris entre certains aventuriers de la Guilde qui ne connaissent pas son visage), de la Prêtresse ainsi que de la majorité des personnages, c'est la plus commune et ordinaire en ce monde.
Les Humains grandissent à l'âge de quinze ans et ont une durée de vie très courte par rapport aux autres races : environ quatre-vingt ans en moyenne.
Elfe (森人, Erufu, « Elf » / litt. « Être de la forêt »)
Conformes aux canons archétypaux de la culture populaire fantaisiste contemporaine, les Elfes sont souvent dans un rapport mitigé avec les Nains.
Il en existe plusieurs types :
- Les Haut Elfes (上の森人, Hai Erufu?, « High Elf » / litt. « Haut-Être de la forêt ») descendraient directement des Fées et se distinguent notamment des autres par leurs oreilles plus longues, ainsi qu'une très grande beauté qui ne laisse généralement pas indifférents les membres des autres races humanoïdes ;
- Les Elfes Noirs (闇人, Dāku Erufu?, « Dark Elf » / litt. « Être sombre ») se distinguent notamment des autres par leur peau sombre et leur plus grande inclinaison au Chaos, bien que cette tendance ne soit pas une fatalité et ne les rend pas fondamentalement malfaisants ;
- Les Semi-Elfes (半森人, Hāfu Erufu?, « Half-Elf » / litt. « Semi-Être de la forêt ») issus d'un croisement, se distinguent notamment des autres par leurs oreilles plus courtes.

Ils ont une très grande longévité (l'Archère Elfe ayant par exemple deux millénaires et l'apparence ainsi que la mentalité d'une adolescente humaine).
Nain (鉱人, Dowāfu, « Dwarf » / litt. « Être des mines »)
Conformes aux canons archétypaux de la culture populaire fantaisiste contemporaine, les Nains sont des ennemis naturels des Gobelins et, souvent, dans un rapport mitigé avec les Elfes.
Bien qu'ils n'aient pas la longévité de ces derniers, elle reste toutefois supérieure à celle des Humains (le Shaman Nain étant encore dans la force de l'âge à cent-sept ans et avec l'apparence d'un Homme sexagénaire).
Homme-lézard (蜥蜴人, Rizādoman, « Lizardman » / litt. « Être lézard »)
Les Hommes-lézards, reptiles anthropomorphes, constituent une race guerrière et de prêtres ainsi que de guérisseurs formant une société patriarcale et vivant dans chaque tribu, dans les forêts tropicales et les marais : à l'opposé des Humains, ils ne se rencontreraient que rarement en voyage puisque peu d'entre eux deviennent aventuriers.
Ils sont parfois perçus comme des monstres à cause de leur stature et de leur visage plutôt intimidant cependant, tout comme il existe parmi eux des tribus vouées au Chaos, il existe également des tribus amicales. Les Hommes-lézards ont la particularité d'être un peuple dépourvu d'élevage, étant exclusivement des chasseurs. De plus, leur civilisation étant de tradition orale, ils ne conservent pas de documents écrits et retiennent tout de mémoire.
Leur religion semble se baser sur une sorte d'animisme incluant un culte des ancêtres, qui se partageraient entre plusieurs illustres créatures reptiliennes et dinosauriennes (« Dragon », « Iguanodon », « Vélociraptor », « Brontosaure »…).
- Dragon (竜, Doragon?) : d'après leurs mythes et croyances, ils auraient des origines draconiques et pourraient retrouver cette condition originelle, s'ils parviennent à se transcender et évoluer avec le temps : à ce niveau d'état supérieur, ils vivraient dans les cieux et seraient immortels (selon les dires du Prêtre Lézard, dont c'est l'ultime aspiration).

Adultes à l'âge de treize ans, leur espérance de vie exacte est néanmoins méconnue comme la plupart d'entre eux meurent à la guerre.
Rhea (圃人, Rēa, « Hobbit » / litt. « Être des champs »)
Semi-hommes comparables aux Halfelins, les Rheas sont des habitants des prés qui ont presque l'air humain, à l'exception de leur taille et de leurs oreilles pointues.
Les Rheas sont plus petits que l'Humain moyen et ne seraient pas très utiles au combat (selon les dires du Shaman Nain). Certains d'entre eux aiment réciter des énigmes sur les thématiques du combat et de l'enseignement, le Maître en étant un exemple notable. Des préjugés contre eux les qualifient de voleurs duplices, ce qui est rappelé par l'Hôtesse lorsqu'elle perce à jour l'Éclaireur Rhea durant son entretien de promotion de rang et lui reproche d'alimenter lesdits préjugés par ses agissements frauduleux.
Ils atteignent l'âge adulte vers trente ans. 
Thérianthrope/Homme-bête (獣人, Jūjin) (normalisé) / « Thériopode » (肉球持ち, Pattofutto, « Padfoot » / litt. « À pattes/coussinets ») (surnom des espèces poilues et à pattes)
Race chimérique qui, comme son nom l'indique, ressemble à un croisement entre un Humain et une bête (et non une race anthropomorphique à l'instar des Hommes-lézards). Certains Thérianthropes sont actifs en tant qu'aventuriers, tandis que d'autres font le service dans des tavernes et auberges.
Elle regroupe des espèces diverses et variées (loup, chien, chat…), à titre d'exemples :
- la Harpie ou Homme-oiseau (鳥人, Harupyuia?, « Harpyia » / litt. « Être avien ») ;
- le Mirmidon ou Homme-insecte (蟲人, Myurumidon?, « Myrmidon » / litt. « Être insectoïde ») ;
- la Créature (aquatique) ou Homme-poisson (鰓人, Giruman?, « Gill-Man » / litt. « Être branchial »), dit « Gobelin des Mers » (海ゴブリン, Umi Goburin?).

Les Thérianthropes ont une longévité proche de celle des gens ordinaires.

#### Maléfiques
Gobelin (小鬼, Goburin / Kooni, « Goblin » / litt. « Petit démon ») (normalisé) / Orc (オルク, Oruku) (nom elfique)
Antagonistes principaux de l'histoire, les Gobelins sont les ennemis jurés du Crève-Gobelins, qui voue sa vie d'aventurier à leur extermination. Contrairement aux idées reçues de beaucoup de monde, ils sont bien plus dangereux qu'ils ne le supposent.
Ces petites créatures nocturnes à peau verte et supportant difficilement la lumière, s'assurent généralement de s'installer dans des endroits suffisamment plongés dans la pénombre pour leurs yeux : ils investissent généralement des repaires laissés à l'abandon comme des ruines ou des châteaux inoccupés, ou sombres et étroits comme des grottes.
Insidieux, sournois et malfaisants, ils attaquent toujours par surprise, massacrant régulièrement des villages sans défense ou prenant d'assaut des groupes isolés et inexpérimentés, et s'ils ne les tuent pas capturent généralement les femelles humanoïdes (Humaines, Elfes…) qui finissent entre leurs griffes, pour les emporter au fond de leur repaire afin de leur faire subir toutes sortes d'outrages et de sévices (viol, torture, mutilations…) et s'en servir comme génitrices, pour agrandir leurs rangs, ou simples objets sexuels, quand elles ne meurent pas de leurs blessures ou qu'ils ne les dévorent tout simplement pas : ce dernier sort est toutefois généralement réservé aux humanoïdes mâles s'ils ne sont pas directement massacrés sur place. Même s'ils donnent l'impression d'être peu évolués et froussards, ils sont en réalité capables d'apprendre très rapidement (notamment en stratégie d'attaque) et demeurent particulièrement vicelards, surtout lorsqu'ils assaillent par le nombre ou sont eux-mêmes acculés.
En dépit des dégâts qu'ils causent, leur nuisance ainsi que leur dangerosité sont malheureusement bien souvent sous-évaluées et leur cas, jugé secondaire, ne suscitant que peu d'intérêt aux autorités en termes de priorité, et considérés comme des créatures de seconde zone par les aventuriers avancés qui dédaignent les missions les concernant, peu prestigieuses selon eux : ce qui empire le problème car cela pousse des groupes de débutants ou de novices, trop souvent inexpérimentés et mal préparés, à se rabattre sur ces quêtes d'extermination jugées faciles en sous-estimant davantage que les autres les Gobelins qu'ils vont débusquer jusque dans leurs repaires, ce qui finit parfois très mal pour ces aventuriers.
Il existe plusieurs types de Gobelin, qui évolue en mûrissant :
- le Gobelin ordinaire : moins intelligent et fort, mais toutefois capable d'apprendre pour s'adapter et particulièrement vicelard, surtout en nombre ou acculé ;
- le Vagabond (渡り, Watari?) : errant ou survivant isolé d'une extermination qui devient souvent pilleur, ou sentinelle d'un nouveau repaire, il acquiert en sagesse et expérience ;
- le Hobgobelin (ホブゴブリン, Hobugoburin?, « Hobgoblin ») : de grand gabarit et plus imposant physiquement même pour un humanoïde, il n'est pas comparable aux Gobelins ordinaires en force et combat, et sert donc généralement de gardien ou de videur du repaire ;
- le Chamane Gobelin (ゴブリンシャーマン, Goburin Shāman?, « Goblin Shaman ») : lanceur de sorts qui a appris la magie, en plus de pouvoir assister un Hobgobelin il est aussi intelligent et peut piéger des aventuriers, mais le danger qu'il peut représenter est souvent méconnu de ces derniers voire, son existence parfois ignorée des rangs inférieurs ; sa présence dans un groupe se détermine généralement par la présence de totems caractéristiques, qui sont érigés avec des ossements en plusieurs endroits de leur repaire ;
- le Cavalier Gobelin (ゴブリンライダー, Goburin Raidā?, « Goblin Raider ») : combattant monté chevauchant un loup apprivoisé, qui est toutefois dévoré en cas de famine ;
- le Baron/Seigneur Gobelin (小鬼王, Goburin Rōdo?, « Goblin Lord » / litt. « Petit Roi-Démon ») : équivalant Gobelin d'un héros ou d'un roi dont la puissance peut se comparer à celle d'un aventurier de rang platine et qui a évolué pour devenir un meneur, il est d'un niveau d'autorité ainsi que d'une intelligence anormalement élevés pour un Gobelin, pouvant commander une horde importante et organisée ainsi que comprendre et parler le langage commun ;
- le Champion Gobelin (小鬼英雄, Goburin Chanpion?, « Goblin Champion » / litt. « Petit Héros-Démon ») : guerrier Gobelin devenu plus grand et expérimenté au combat qu'un Hobgobelin, il est du niveau d'un aventurier de rang platine ou d'un Seigneur Gobelin, et bien qu'il n'a pas le charisme ou le niveau d'intelligence de ce dernier, il le surpasse en puissance de combat brute par sa force et sa défense ;
- le Paladin Gobelin (小鬼聖騎士, Goburin Paradin?, « Goblin Paladin » / litt. « Petit Paladin-Démon ») : aperçu dans l'ancienne forteresse Naine des Monts enneigés (volume 5 du light novel, tome 9 du manga et film sous-titré Goblin's Crown), il possède certaines connaissances et, comme son nom l'indique, est équivalent à un Paladin pour les Gobelins, équipé de la même manière qu'eux et maniant l'art de l'épéisme mais, bien qu'il soit habile avec son épée et son bouclier pour un Gobelin, il n'est pour autant pas aussi doué qu'un chevalier ;
- le Mauvais Prêtre/Antiprêtre Gobelin (小鬼邪神官, Goburin Purīsuto?, « Goblin Priest » / litt. « Petit Antiprêtre-Démon ») : fausse imitation (ou une sorte de version pervertie) de la classe de Prêtre pour les Gobelins.

Ogre (人喰鬼, Ōga, litt. « Démon mangeur d'Hommes »)
Créatures intelligentes de taille imposante pouvant user d'une magie destructive et possédant la faculté de régénérer leurs blessures.
Le Crève-Gobelins en rencontre un pour la première fois en la personne d'un général du Seigneur Démon dans les ruines Humaines situées en territoire elfique, un repaire de Gobelins qu'il exterminait avec sa toute nouvelle équipe d'aventuriers et qui étaient sous ses ordres.
Œil géant (大目玉, Bemu (BEM) / Ōmedama, acronyme de « Bug-eyed monster (en) » [litt. « Monstre aux yeux exorbités »] / litt. « Grand globe oculaire »)
Agent du Chaos, il est comme son nom le suggère, une créature organique constituée d'un unique globe oculaire géant, pourvu d'autres globes plus petits ainsi que de tentacules. Il attaque en tirant un rayon de Désintégration (sorte de rayon à plasma consumant tout ce qu'il touche), se défend avec un sort de Dissipation (annulant la magie) et se meut dans l'espace en lévitant au-dessus du sol.
Le Crève-Gobelins en rencontre un pour la première fois avec son nouveau groupe d'aventuriers à leur troisième descente durant leur mission d'extermination dans les souterrains de la Ville des Eaux, ce spécimen gardant hermétiquement un miroir magique.
Démon (魔神, Dēmon, « Demon » / litt. « Diable » ou « Esprit démoniaque »)
Congénères subordonnés au Seigneur Démon, ils sont secondaires dans l'histoire puisque tenus à l'écart par les héros et aventuriers de haut rang, et enlisés dans leurs conflits contre eux.

### Entités

#### La Guilde des Aventuriers
Guilde à laquelle sont affiliés la plupart des protagonistes (dont le Crève-Gobelins).
Basée en plusieurs endroits du royaume, elle est chargée d'accueillir dans ses locaux les aventuriers à la recherche de gloire, de richesse et/ou d'aventures pour les épauler par la gestion ainsi que la proposition de quêtes adaptées aux divers niveaux de compétences de chacun, les informer et, éventuellement, les conseiller par des recommandations, de la prévention si nécessaire.
Elle jauge également la progression individuelle de chacun des aventuriers affiliés.

##### Quêtes
À chaque maison de la Guilde des Aventuriers, des quêtes sont quotidiennement et spontanément mises à disposition (dans le cas des quêtes commanditées par des particuliers qui auront été acceptées et validées par la Guilde) ou proposées (pour les quêtes commanditées par la Guilde elle-même) aux aventuriers.
Au-delà du fait qu'elles soient généralement choisies par des aventuriers intéressés, accomplies à titre individualiste et rémunérées, certaines desdites quêtes peuvent s'avérer par voie de conséquence d'intérêt public, comme dans le cas des quêtes peu prestigieuses d'extermination de nuisibles : un exemple en la matière est celui du Crève-Gobelins, qui pour des motivations purement personnelles s'est spécialisé dans l'extermination exclusive des Gobelins, créatures qui, bien qu'étant considérées de seconde importance, sont tout de même également jugées à raison comme nuisibles par leurs actions.
La Guilde veille à ce que le niveau de difficulté d'une quête puisse être objectivement jugé par les aventuriers qui seraient intéressés en les mettant en comparaison avec les rangs. Toutefois, les particularités objectives de certaines d'entre elles nécessitent parfois que des employés de la Guilde (comme l'Hôtesse, qui s'en soucie beaucoup) conseillent ou fassent de la prévention aux novices et aux inexpérimentés.

##### Rangs
Les aventuriers ayant des niveaux et une progression différents, comme le niveau de difficulté des différentes quêtes, il est établi un système de catégorisation, les « rangs », indiquant objectivement le niveau individuel d'expérience, de compétences ainsi que la progression d'un aventurier, ce qui par là même facilite et sécurise relativement l'attribution de quêtes puisque la plupart des aventuriers sensés n'en accepterait pas une considérée trop difficile pour leur propre catégorie : les attributions des réceptionnistes de la Guilde à ce sujet consistent à gérer les démarches de validation, d'acceptation ainsi que d'accomplissement d'une quête et conseiller les aventuriers, si nécessaire faire de la prévention aux débutants ou inexpérimentés.
Chaque aventurier qui entre officiellement dans la Guilde des Aventuriers se voit attribuer une plaque d'identification individuelle à porter au cou en permanence (pour pallier les problèmes en cas de décès), et dont le matériau qui la compose indique explicitement son rang : il y en a en tout dix.
Du plus élevé au plus bas :
- premier rang : Platine (白金, Hakkin?) ;
- deuxième rang : Or (金, Kin?) ;
- troisième rang : Argent (銀, Gin?) ;
- quatrième rang : Bronze (銅, Dō?) ;
- cinquième rang : Rubis (紅玉, Kōgyoku?) ;
- sixième rang : Émeraude (翠玉, Suigyoku?) ;
- septième rang : Saphir (青玉, Seigyoku?) ;
- huitième rang : Acier (鋼鉄, Kōtetsu?) ;
- neuvième rang : Obsidienne (黒曜, Kokuyō?) ;
- dixième rang : Porcelaine (白磁, Wakuji?).

Tous les nouveaux inscrits démarrent avec le plus bas rang (porcelaine) : ils montent de rang après avoir accompli suffisamment de quêtes, ou des exploits personnels, qui seront validés et pris en compte durant un entretien de promotion de rang avec des employés de la Guilde (à titre d'exemple, la Prêtresse qui était de rang porcelaine et n'avait encore accompli que peu de quêtes en proportion, est toutefois promue au rang obsidienne après avoir contribué à vaincre un général du Seigneur Démon avec le Crève-Gobelins et leurs nouveaux compagnons, tous de rang argent). À l'inverse, une fraude ou une faute avérée peut valoir (comme dans le cas de l'Éclaireur Rhea) une rétrogradation de rang et éventuellement, un bannissement à vie de la Guilde.
À noter que le plus haut rang que peut tacitement espérer atteindre un aventurier indépendant et ordinaire est le rang argent, les rangs or et platine étant plutôt réservés aux dignitaires ainsi qu'aux aventuriers d'exception (comme la Vierge à l'Épée), ou aux talents innés comme les Héros.

#### La Secte Démoniaque
Une organisation du Chaos fondée par ce qu'il reste des forces du Seigneur Démon.
Elle est essentiellement combattue par les aventuriers de haut rang ainsi que les Héros qui, depuis la disparition de leur dirigeant, sont embourbés dans une guerre d’usure contre eux.

## Productions et supports

### Roman illustré
Goblin Slayer était initialement publié en ligne par Kumo Kagyū avant d'être édité en roman illustré avec des illustrations de Noboru Kannatsuki par SB Creative dans sa marque de publication GA Bunko en février 2016,. À ce jour, seize volumes ont été publiés.
Une série dérivée de romans, également écrite par Kumo Kagyū mais cette fois-ci avec des illustrations de Shingo Adachi, est publiée depuis le 15 mars 2018. Intitulé Goblin Slayer Gaiden: Year One (ゴブリンスレイヤー外伝：イヤーワン, Goburin Sureiyā Gaiden: Iyā Wan, litt. « Histoire parallèle : Première année »), il s'agit d'une préquelle à la série principale où l'histoire retrace le passé sombre du Crève-Gobelins et les événements qui l'ont conduit à devenir un aventurier dans le seul but d'exterminer tous les Gobelins du monde,. Une bande dessinée éponyme est pré-publié depuis le 15 septembre 2017. Deux volumes sont disponibles à ce jour.
Kagyū a également lancé une seconde série dérivée, intitulé Goblin Slayer Gaiden 2: Tsubanari no Daikatana (ゴブリンスレイヤー外伝2：鍔鳴の太刀), dans le magazine en ligne Gangan GA. Celle-ci est composée de neuf chapitres avec des illustrations de lack,. Sa prépublication a débuté le 27 septembre 2018,. À ce jour, deux volumes ont été publiés. Les événements de la bande dessinée sont diégétiquement antérieurs à l'histoire principale de Goblin Slayer.
La version française de la série principale est publiée par Kurokawa depuis septembre 2018,. En Amérique du Nord, les droits d'éditions de la série principale et de Year One en anglais ont été acquis par Yen Press,,. L'éditeur américain publie également une version anglaise de Tsubanari no Daikatana.

### Bande dessinée
L'adaptation des romans illustrés en bande dessinée par Kōsuke Kurose a commencé sa prépublication dans le magazine Monthly Big Gangan depuis le numéro de juin 2016, sorti le 25 mai 2016. Les chapitres sont rassemblés et édités dans le format tankōbon par Square Enix avec le premier volume publié en septembre 2016 ; à ce jour, seize volumes tankōbon sont disponibles.
L'artiste Kento Eida a lancé une bande dessinée servant d'antépisode, intitulé Goblin Slayer Gaiden: Year One (ゴブリンスレイヤー外伝：イヤーワン, Goburin Sureiyā Gaiden: Iyā Wan), dans le magazine de seinen manga de Square Enix Young Gangan, le 15 septembre 2017. Le passé du Crève-Gobelins avant sa rencontre avec la Prêtresse y est détaillé. La série de romans éponyme est publiée depuis le 15 mars 2018. Treize volumes tankōbon sont disponibles à ce jour.
Une deuxième adaptation de la série principale, intitulée Goblin Slayer: Brand New Day (ゴブリンスレイヤー：ブラン・ニューデイ, Goburin Sureiyā: Buran Nyū Dei) et dessinée par Masahiro Ikeno, est également prépubliée dans le Monthly Big Gangan depuis le 25 mai 2018. Elle adapte le quatrième roman illustré — qui est un recueil d'histoires annexes, se déroulant avant la fête du troisième tome. Il a été annoncé en avril 2019 que le dernier chapitre serait publié dans le 6e numéro de 2019 du Monthly Big Gangan, sorti le 25 mai 2019. Au total, la série se compose de deux volumes tankōbon.
Au cours d'une diffusion en direct en juin 2017, Kurokawa a annoncé l'obtention de la licence de la bande dessinée principale pour la version française, dont le premier tome est sorti en septembre 2018,. Elle est suivie de la version française de Goblin Slayer: Year One en juillet 2019. La maison d'édition française publiera également Goblin Slayer: Brand New Day à partir d'avril 2021.
En Amérique du Nord, Yen Press publie simultanément les trois séries en anglais à la sortie de leurs chapitres au Japon,,.
Le numéro d'octobre 2018 du Monthly Big Gangan a révélé que Takashi Minakuchi dessinerait l'adaptation en bande dessinée de la seconde série dérivée,. Intitulée Tsubanari no Daikatana (鍔鳴の太刀), cette série dérivée est lancée dans un premier temps sur l'application Manga Up! le 27 décembre 2018 et un peu plus tard dans le webzine Gangan GA. Le 25 avril 2019, Square Enix a annoncé sur Gangan Online que la publication de la série est annulée pour « diverses circonstances » après trois chapitres. Shо̄go Aoki réalise une nouvelle adaptation de la série dérivée sur Manga Up! et Gangan GA depuis le 30 août 2019. Un premier volume compilé a été publié en février 2020.

### Adaptation animée
Lors du GA Bunko 2018 Happyō Stage au Wonder Festival de février 2018, est annoncée une adaptation en série télévisée d'animation par le studio White Fox et dont la diffusion est prévue pour la même année. Il a également été indiqué que les comédiens vocaux de la série seront les mêmes que pour l'adaptation dramatique audio. La série est réalisée par Takaharu Ozaki, avec des scénarios écrits par Hideyuki Kurata et Yōsuke Kuroda, des personnages conçus par Takashi Nagayoshi,. et une musique composée par Kenichirō Suehiro. La série est diffusée pour la première fois au Japon entre le 7 octobre et le 30 décembre 2018 sur AT-X, Tokyo MX, SUN et BS11,. Elle est constituée de douze épisodes plus un récapitulatif, répartis dans trois coffrets Blu-ray/DVD,.
Le dernier épisode se conclut avec un message indiquant que « Goblin Slayer reviendra » (en anglais : Goblin Slayer will return). C'est au cours de l'AnimeJapan 2019, en mars 2019, qu'est annoncée la production d'un nouvel épisode pour une projection dans les salles de cinéma japonaises, intitulé Goblin's Crown : le personnel et les comédiens vocaux restent identiques à la série télévisée. Cet épisode spécial est projeté le 1er février 2020.
SB Creative révèle lors de la diffusion en direct du GA Fes 2021, le 31 janvier 2021, qu'une seconde saison est en cours de production,.
Wakanim détient les droits de diffusion en simultané de la série dans les pays francophones tandis que @Anime distribue les coffrets Blu-ray/DVD,, puis Goblin's Crown dans les pays francophones en 2021. En France, la chaîne J-One a également diffusé la série en version originale sous-titrée en français à partir du 8 octobre 2018. Crunchyroll la diffuse aux États-Unis, au Canada, en Afrique du Sud, au Royaume-Uni, en Irlande, en Scandinavie, aux Pays-Bas, en Australie, en Nouvelle-Zélande et en Amérique latine ; la plateforme américaine diffuse aussi Goblin's Crown depuis le 28 juillet 2020. 

#### Liste des épisodes
| Saison 1 de la série télévisée d’animation (GOBLIN SLAYER!) | Saison 1 de la série télévisée d’animation (GOBLIN SLAYER!) | Saison 1 de la série télévisée d’animation (GOBLIN SLAYER!) | Saison 1 de la série télévisée d’animation (GOBLIN SLAYER!) |
| No | Titre de l’épisode en français                              | Titre original                                              | Date de 1re diffusion                                       |
| --- | ----------------------------------------------------------- | ----------------------------------------------------------- | ----------------------------------------------------------- |
| 1 | Le Sort de quelques aventuriers                             | ある冒険者たちの結末 Aru bōkensha-tachi no ketsumatsu       | 7 octobre 2018                                              |
| La Prêtresse, ayant l’âge de quitter le Temple où elle a grandi, se rend à la Guilde des Aventuriers pour accomplir sa première quête : en tant que débutante de rang porcelaine, elle est recrutée par une équipe de novices comme elle pour exterminer un repaire caverneux de Gobelins qui auraient attaqué des Humains et enlevé des jeunes filles. |                                                             |                                                             |                                                             |
| 2 | Le Tueur de petits démons                                   | 小鬼を殺す者 Kooni o korosu mono                            | 14 octobre 2018                                             |
| Le Crève-Gobelins est un aventurier solitaire de haut rang (argent) habitant dans la ferme reculée d’un ancien village avec la Vachère, son amie d’enfance, et connu au sein de la Guilde pour n’accomplir que des quêtes d’extermination de Gobelins, qui l’obsèdent alors que ses collègues jugent souvent (au grand dam de l’Hôtesse) ce genre de mission comme secondaire et peu prestigieux pour son rang. La Prêtresse, qui fut sauvée par lui durant sa première quête et a choisi de faire équipe avec le Crève-Gobelins dans ses missions, apprend à ses côtés le métier d’aventurier mais aussi, ce qui fait sa réputation. |                                                             |                                                             |                                                             |
| 3 | Des visiteurs inattendus                                    | 思いがけない来客 Omoigakenai raikyaku                       | 21 octobre 2018                                             |
| Une équipe d’aventuriers hétéroclites (une Haut Elfe, un Nain et un Homme-lézard) et de même rang que lui ayant entendu chanter ses exploits par un barde, se rend à la Guilde des Aventuriers afin de rencontrer « Orcbolg » alias « Tranche-Barbe » ou « l’Exterminateur (de Petits Démons) » (le Crève-Gobelins), et le recruter pour une quête qui s’avère être dans ses cordes : la Prêtresse maladroitement invitée par son « partenaire » à se reposer, se joint toutefois à eux. |                                                             |                                                             |                                                             |
| 4 | Les Puissants                                               | 強き者ども Tsuyoki monodomo                                 | 28 octobre 2018                                             |
| Arrivée en terre elfique dans des ruines abandonnées par les Humains, l’équipe menée par le Crève-Gobelins et comptant sur son expertise avisée, prend d’assaut le repaire particulièrement développé de Gobelins qu’ils sont censés exterminer : l’Archère Elfe, rêvant d’aventures et trop présomptueuse, apprend à ses côtés à réellement connaître le « Orcbolg », mais également ses ennemis jurés et ce dont ils sont capables. |                                                             |                                                             |                                                             |
| 5 | Aventures et quotidien                                      | 冒険と日常と Bōken to nichijō to                            | 4 novembre 2018                                             |
| Après un repos de trois jours à la suite de sa dernière mission avec l’équipe d’aventuriers, le Crève-Gobelins accompagne la Vachère en ville, l’aide à décharger puis fait une révision de ses équipements et reprend sa petite routine : toutefois, ce quotidien asocial et ordinaire peut aussi faire face à des imprévus, comme ses derniers compagnons de quête revenant vers lui pour s’enquérir et se rapprocher, les remerciements de la Prêtresse qui lui dédie sa promotion au rang suivant (obsidienne), un duo de novices venant lui demander conseil pour une difficulté qu’il rencontre, ou encore l’Hôtesse lui demandant un service de dernière minute sans rapport avec les Gobelins. |                                                             |                                                             |                                                             |
| 6 | Extermination à la Ville des Eaux                           | 水の街の小鬼殺し Mizu no machi no koonikoroshi              | 11 novembre 2018                                            |
| Le Crève-Gobelins est commandité en personne par l’Archevêque, ancienne héroïne de rang or aussi connue sous le surnom de « Vierge à l’Épée » et révérée par la Prêtresse, pour une mission à la Ville des Eaux où elle siège : l’Archère Elfe, le Nain Shaman et le Prêtre Lézard, qui se voient aussi proposés la quête par l’intéressé, se joignent volontiers à eux pour exterminer les Gobelins qui ont visiblement investis les antiques souterrains de la ville. |                                                             |                                                             |                                                             |
| 7 | Jusqu’à la mort                                             | 死へ進め Shi e susume                                       | 18 novembre 2018                                            |
| Après un premier assaut réussi, le Crève-Gobelins en est toutefois arrivé à la conclusion que les Gobelins auxquels ils s’étaient confrontés n’étaient pas ordinaires, et prend donc des dispositions pour leur prochaine descente dans les souterrains. En parallèle, la Prêtresse qui partage un moment d’intimité avec la Vierge à l’Épée, apprend qu’elle a aussi une histoire passée avec les Gobelins. |                                                             |                                                             |                                                             |
| 8 | Murmures, prières et chants                                 | 囁きと祈りと詠唱 Sasayaki to inori to eishō                 | 25 novembre 2018                                            |
| Sauvé de justesse par la magie de la Prêtresse et de la Vierge à l’Épée, qui se rapproche à son tour de lui en confiant son expérience avec les Gobelins, le Crève-Gobelins est rejoint au saut du lit par ses compagnons à la suite de leur second assaut, qui aura réussi de peu et faillit lui coûter la vie. Devant encore récupérer et réparer ses équipements, il est temporairement laissé à la surface par l’Archère Elfe, le Nain Shaman et le Prêtre Lézard qui retournent explorer les souterrains en prévision de leur prochaine descente ensemble : en attendant la Prêtresse, qui doit aussi faire réparer sa cotte de mailles, se rapproche davantage du Crève-Gobelins durant une journée ordinaire en sa compagnie où elle tente, comme à son habitude, de rectifier certaines de ses « mauvaises » habitudes. |                                                             |                                                             |                                                             |
| 9 | Un aller et un retour                                       | 往きて、還りし Yukite, kaerishi                             | 2 décembre 2018                                             |
| Faisant face au miroir étrange gardé dans une salle sans issue par « l’Œil géant », qu’ils viennent tout juste d’éliminer grâce à un nouveau stratagème du Crève-Gobelins, le groupe d’aventuriers découvre qu’il s’agit d’un Portail magique donnant sur un autre monde habité par des Gobelins à la civilisation plus évoluée que ceux qu’ils rencontrent habituellement dans le leur, ce qui confirme les suspicions du Crève-Gobelins sur l’implantation planifiée, organisée et armée de ceux précédemment rencontrés dans les souterrains : ces derniers d’ailleurs alertés par le bruit de leur précédent affrontement, reviennent à la charge et foncent droit sur eux. |                                                             |                                                             |                                                             |
| 10 | Somnolence                                                  | まどろみの中で Madoromi no naka de                          | 9 décembre 2018                                             |
| Après avoir accompli la quête de la Vierge à l’Épée et s’être débarrassé du Portail, le Crève-Gobelins est retourné récupérer dans la ferme ainsi qu’à son quotidien : accompagnant de nouveau la Vachère en ville pour récupérer son équipement en réparation, il passe deux fois dans la journée par la Guilde pour vérifier si des quêtes d’extermination de Gobelins sont disponibles pour lui. À son second passage après avoir récupéré son armure et observé des collègues entraînant des novices, ses proches et lui s’y rejoignent tous par hasard : il se retrouve pour l’occasion embarqué par l’Archère Elfe à un repas improvisé avec leurs compagnons aventuriers, la Vachère et l’Hôtesse, qui parle d’un projet de la Guilde offrant une perspective d’avenir aux aventuriers retraités. |                                                             |                                                             |                                                             |
| 10.5 | Compte-rendu d’aventure                                     | 冒険記録用紙 Adobenchā Shīto [Adventure Sheet (en)]         | 16 décembre 2018                                            |
| Il s’agit d’un récapitulatif des précédents épisodes du point de vue de la Vachère,. |                                                             |                                                             |                                                             |
| 11 | Le Banquet des aventuriers                                  | 冒険者の饗宴 Bōkensha no kyōen                              | 23 décembre 2018                                            |
| Les nombreuses traces de pas de Gobelins qu’il a trouvées aux alentours de la ferme au cours de sa ronde habituelle ne signifient qu’une seule chose pour le Crève-Gobelins : une horde importante, beaucoup trop importante pour lui dans un combat en plaine, va à nouveau déferler sur eux, comme à l’époque de cette terrible nuit où son village et ses habitants furent massacrés. La Vachère se refusant en connaissance de cause à abandonner leur foyer, et n’ayant aucune autre option à sa portée pour empêcher ce qui va fatalement arriver, il se rend à la Guilde pour quémander l’aide collective de tous les aventuriers disponibles, ce qui n’est pas gagné : toutefois, avec l’influence de ses plus proches collègues, le soutien de ses compagnons ainsi que l’aide indirecte de l’Hôtesse et des employés de la Guilde, le Crève-Gobelins parvient à recruter assez d’alliés pour concevoir un plan viable et recevoir de pied ferme l’importante horde organisée de Gobelins, qui menée par un Baron et selon ses prévisions attaque la ferme la nuit suivante. |                                                             |                                                             |                                                             |
| 12 | Le Sort d’un aventurier                                     | ある冒険者の結未 Aru bōkensha no ketsumi                    | 30 décembre 2018                                            |
| La bataille entre les aventuriers de la Guilde et les Gobelins suit son cours sur les plaines séparant la ferme de la forêt : pendant que ses collègues anticipent — grâce à son expertise ainsi que sa planification — les différentes vagues d’assaut et les exterminent, le Crève-Gobelins qui avait tout prévu, s’est chargé quant à lui de leur repaire et a barré dans sa fuite la route de leur Baron, qu’il affronte en personne. |                                                             |                                                             |                                                             |

| Long-métrage d’animation (GOBLIN’S CROWN) | Long-métrage d’animation (GOBLIN’S CROWN) | Long-métrage d’animation (GOBLIN’S CROWN)                            | Long-métrage d’animation (GOBLIN’S CROWN) |
| No | Titre de l’épisode en français            | Titre original                                                       | Date de 1re diffusion                     |
| --- | ----------------------------------------- | -------------------------------------------------------------------- | ----------------------------------------- |
| Spécial (film/OVA) | Goblin Slayer - Goblin’s Crown            | ゴブリンスレイヤー -GOBLIN'S CROWN- Goburin Sureiyā -GOBLIN'S CROWN- | 1er février 2020                          |
| Le Crève-Gobelins et son groupe d’aventuriers sont commandités via la Vierge à l’Épée par des nobles pour partir sur les traces de leur fille, la Damoiselle Épéiste, qui a quitté la demeure familiale pour devenir aventurière et s’en est allée avec sa propre compagnie vers les Monts enneigés pour une quête d’extermination de Gobelins : elle n’en est toujours pas revenue. Note : Cette histoire adapte les volume 5 du roman illustré et tome 9 de la bande dessinée. |                                           |                                                                      |                                           |

| Saison 2 de la série télévisée d’animation (GOBLIN SLAYER! Ⅱ) | Saison 2 de la série télévisée d’animation (GOBLIN SLAYER! Ⅱ) | Saison 2 de la série télévisée d’animation (GOBLIN SLAYER! Ⅱ)             | Saison 2 de la série télévisée d’animation (GOBLIN SLAYER! Ⅱ) |
| No                                                            | Titre de l'épisode en français                                | Titre original                                                            | Date de 1re diffusion                                         |
| ------------------------------------------------------------- | ------------------------------------------------------------- | ------------------------------------------------------------------------- | ------------------------------------------------------------- |
| 1                                                             | Une journée de printemps ordinaire                            | ありふれた春の一日 Arifureta haru no tsuitachi                            | 6 octobre 2023                                                |
| 2                                                             | Le Jeune Magicien roux                                        | 赤毛の少年魔術師 Akage no Shounen Majutsushi                              | 13 octobre 2023                                               |
| 3                                                             | Le Centre d’entraînement en bordure de ville                  | 町外れの訓練場 Machihazure no kunrenjo                                    | 20 octobre 2023                                               |
| 4                                                             | Vers l’aventure                                               | そして冒険へ Soshite bōken e                                              | 27 octobre 2023                                               |
| 5                                                             | Tranche-Barbe, vers la rivière sud                            | かみきり丸、南の川へ Kamikirimaru, minami no kawa e                       | 3 novembre 2023                                               |
| 6                                                             | La Forêt du Roi des Elfes                                     | エルフ王の森 Erufu-ō no mori                                              | 10 novembre 2023                                              |
| 7                                                             | Jungle Cruise (litt. « croisière forestière tropicale »)      | ジャングル・クルーズ Janguru Kurūzu [Jungle Cruise (en)]                  | 17 novembre 2023                                              |
| 8                                                             | Au cœur des ténèbres                                          | 闇の奥 Hāto Obu Dākunesu [Heart of Darkness (en)]                         | 24 novembre 2023                                              |
| 9                                                             | Les Cendres d’une jeunesse passée                             | かつてあった青春 今そこにある灰 Katsute atta seishun, ima soko ni aru hai | 1er décembre 2023                                             |
| 10                                                            | City Adventure (litt. « aventure citadine »)                  | 都邑の冒険 Shiti Adobenchā [City Adventure (en)]                          | 8 décembre 2023                                               |
| 11                                                            | Le Calvaire de la Princesse                                   | 王女の受難 Ōjo no junan                                                   | 15 décembre 2023                                              |
| 12                                                            | Ô prières, atteignez-vous les Cieux ?                         | 祈りよ、天に届いているか Inori yo, ten ni todoite iru ka                  | 22 décembre 2023                                              |

#### Musique

##### Génériques
Les musiques des génériques de début ainsi que ceux de scène sont composées et interprétées par le groupe indépendant japonais de musiques classique et électronique Mili. Celle du générique de fin de la première saison est quant à elle composée et interprétée par Soraru sur un arrangement de Shōgo Ōnishi, ; et celle de la seconde, par Yuki Nakashima sur une composition de keiya -amazuti-.
| 1 | 2‑12    | Rightfully (litt. « À juste titre ») | Mili | 2‑6, 8‑11 | Gin no Kisei (銀の祈誓) (litt. « Vœu d’argent »)                | Soraru (そらる)                           |
| 2 | À venir | Entertainment (litt. « Amusement »)  | Mili | À venir   | Kasumi no Mukou he (霞の向こうへ) (litt. « Par‑delà la brume ») | Yuki Nakashima (中島由貴, Nakashima Yuki) |

Le premier épisode étant dépourvu de générique à proprement parler, ses crédits de fin défilent sobrement sur une musique composée pour la bande originale de l'adaptation animée.
Les épisodes 7 et 12 ne possèdent pas non plus de générique de fin, et passent leurs crédits durant tout ou partie de la musique de scène prenant leur place respective.
| Saison | Épisodes | Titre                                                                             | Artiste                                                           |
| ------ | -------- | --------------------------------------------------------------------------------- | ----------------------------------------------------------------- |
| 1      | 1        | Tousou he no houkou (闘争への咆哮) (litt. « Cri de guerre ») (bande originale)    | Kenichirou Suehiro (末廣健一郎, Suehiro Kenichirou) (compositeur) |
| 1      | 7        | Though Our Paths May Diverge (litt. « Bien que nos chemins puissent diverger »)   | Mili                                                              |
| 1      | 12       | Within (litt. « [En de]dans » ; par ext. « à l’intérieur/au sein de… ; interne ») | Mili                                                              |

La musique créée pour le long-métrage animé sous-titré Goblin's Crown est, elle aussi, composée et interprétée par Mili.
| Titre                       | Artiste |
| --------------------------- | ------- |
| Static (litt. « Statique ») | Mili    |

##### Bande originale
La bande originale de l'adaptation animée est composée par Kenichirou Suehiro (末廣健一郎, Suehiro Kenichirou).
| Liste des titres | Liste des titres                                                 | Liste des titres | Liste des titres | Liste des titres | Liste des titres | Liste des titres | Liste des titres | Liste des titres | Liste des titres |
| No               | Titre                                                            | Durée            |                  |                  |                  |                  |                  |                  |                  |
| ---------------- | ---------------------------------------------------------------- | ---------------- | ---------------- | ---------------- | ---------------- | ---------------- | ---------------- | ---------------- | ---------------- |
| 1.               | ゴブリンスレイヤー -MainTheme- (Goblin Slayer -MainTheme-)       | 3:21             |                  |                  |                  |                  |                  |                  |                  |
| 2.               | 子鬼殺し物語 (Kōnigoroshi monogatari)                            | 3:24             |                  |                  |                  |                  |                  |                  |                  |
| 3.               | 辺境の街 (Henkyō no machi)                                       | 2:22             |                  |                  |                  |                  |                  |                  |                  |
| 4.               | 依頼書の張り出し (Iraisho no haridashi)                          | 2:18             |                  |                  |                  |                  |                  |                  |                  |
| 5.               | ギルド (Guild)                                                   | 2:20             |                  |                  |                  |                  |                  |                  |                  |
| 6.               | 牛飼娘の朝 (Ushikai Musume no asa)                               | 2:47             |                  |                  |                  |                  |                  |                  |                  |
| 7.               | 仲間との食事〜甘露!! (Nakama to no shokuji ~ Kanro!!)            | 2:17             |                  |                  |                  |                  |                  |                  |                  |
| 8.               | オルクボルグの日々 (Orcbolg no hibi)                             | 1:59             |                  |                  |                  |                  |                  |                  |                  |
| 9.               | 変なやつ (Hen na yatsu)                                          | 1:46             |                  |                  |                  |                  |                  |                  |                  |
| 10.              | 心の渇きを (Kokoro no kawaki wo)                                 | 3:02             |                  |                  |                  |                  |                  |                  |                  |
| 11.              | 忘れじの奏 (Wasureji no shirabe)                                 | 2:39             |                  |                  |                  |                  |                  |                  |                  |
| 12.              | Encounters with the Goblin Slayer                                | 3:00             |                  |                  |                  |                  |                  |                  |                  |
| 13.              | 討伐作戦 (Tōbatsu sakusen)                                       | 2:26             |                  |                  |                  |                  |                  |                  |                  |
| 14.              | 悪の所業 (Aku no Shogyō)                                         | 2:36             |                  |                  |                  |                  |                  |                  |                  |
| 15.              | 鼓動 (Kodō)                                                      | 2:58             |                  |                  |                  |                  |                  |                  |                  |
| 16.              | 戦闘開始 (Sentō kaishi)                                          | 2:45             |                  |                  |                  |                  |                  |                  |                  |
| 17.              | 危機との遭遇 (Kiki to no sōgū)                                   | 2:49             |                  |                  |                  |                  |                  |                  |                  |
| 18.              | 戦慄の時 (Senritsu no toki)                                      | 2:18             |                  |                  |                  |                  |                  |                  |                  |
| 19.              | 先制攻撃 (Sensei kōgeki)                                         | 2:29             |                  |                  |                  |                  |                  |                  |                  |
| 20.              | 闘争への咆哮 (Tousou e no hōkō)                                  | 2:06             |                  |                  |                  |                  |                  |                  |                  |
| 21.              | 冒険者の夢の跡 (Boukensha no tume no ato)                        | 3:50             |                  |                  |                  |                  |                  |                  |                  |
| 22.              | 過去からの呼び声 (Kako kara no yobigoe)                          | 4:47             |                  |                  |                  |                  |                  |                  |                  |
| 23.              | 時の傷跡 (Toki no kizuato)                                       | 4:03             |                  |                  |                  |                  |                  |                  |                  |
| 24.              | 女神官と慈悲深きその手に (Onna Shinkan to jihibukaki sono te ni) | 3:50             |                  |                  |                  |                  |                  |                  |                  |
| 25.              | 戦いの衝動 (Tatakai no shōdō)                                    | 2:46             |                  |                  |                  |                  |                  |                  |                  |
| 26.              | 神々のダイス (Kamigami no Dice)                                  | 4:04             |                  |                  |                  |                  |                  |                  |                  |
| 76:23            |                                                                  |                  |                  |                  |                  |                  |                  |                  |                  |

## Accueil
En octobre 2018, la vente totale des volumes de la franchise a atteint les trois millions d'exemplaires. Fin mai 2019, il a été annoncé que le tirage de la franchise a dépassé les cinq millions de copies. En juillet 2020, le tirage total de la franchise a dépassé les 7 millions d'exemplaires. La série de light novel a été classée cinquième dans l'édition de 2017 du guide annuel Kono light novel ga sugoi! de Takarajimasha dans la catégorie bunkobon. Au premier semestre de 2017, Goblin Slayer est la 18e série la mieux vendue avec 108 564 copies, tous volumes confondus. Entre novembre 2017 et octobre 2018, la série de manga est la 5e la plus vendue dans le classement général des ventes de Book Walker, l'une des plus grandes librairies numériques au Japon.
Le premier volume du manga a atteint la 39e place du classement hebdomadaire des ventes de mangas de l'Oricon, avec 20 360 exemplaires vendus. Le deuxième volume s'est vendu en 17 252 copies en deux jours et est classé 44e sur l'Oricon pour la semaine du 20 au 26 février 2017; la semaine suivante, il est à la 30e place pour 27 016 exemplaires écoulés. Le troisième volume de la série est le 13e manga le mieux vendu pour la semaine du 11 au 17 septembre 2017 avec 52 457 copies imprimées; pour sa deuxième semaine consécutive, il chute à la 37e place pour 22 860 exemplaires de plus. Pour la semaine du 12 au 18 mars 2018, le quatrième volume s'est écoulé en 69 064 copies finissant à la 4e place; 21 789 exemplaires sont vendus la semaine suivante, il se retrouve 40e du classement. Le premier volume du manga Goblin Slayer Gaiden: Year One s'est écoulé en 47 979 copies, le plaçant 13e au classement de l'Oricon.

## Controverse
Goblin Slayer était l'une des deux œuvres citées par Matt Shaheen comme pornographiques pour justifier ses efforts pour mener une interdiction des livres dans les écoles du Texas. Le groupe de surveillance de la Broadcasting Ethics & Program Improvement Organization au Japon a discuté de la violence sexuelle décrite dans le premier épisode de l'anime. Un téléspectateur avait déclaré que la violence sexuelle graphique avait une mauvaise influence sur les jeunes, mais le comité a répondu qu'il estimait qu'une attention suffisante avait été accordée à la manière dont la scène était représentée et qu'il pensait qu'elle se situait dans une plage acceptable pour ce qui est diffusé tard dans la nuit. créneau horaire. En juillet 2020, le manga est devenu l'un des sept titres à être retiré de Books Kinokuniya en Australie pour des allégations de promotion de la pornographie enfantine,.